# Graz-Köflacher Bahn und Busbetrieb
Die Graz-Köflacher Bahn und Busbetrieb GmbH (Kurzform GKB) ist ein österreichisches Verkehrsunternehmen und war ursprünglich Teil der Graz-Köflacher Eisenbahn- und Bergbaugesellschaft. Es betreibt in der Steiermark drei S-Bahn-Linien sowie 71 Omnibuslinien.
Die GKB ist ein Unternehmen im Eigentum der Republik Österreich, sie wird allerdings rechtlich als Privatbahn behandelt, weil sie nicht im Bundesbahngesetz angeführt ist. Die Gesellschaft hat nationale und internationale Beteiligungen und Tochterfirmen (LTE, Adria Transport), sie bietet auch europaweit Eisenbahndienstleistungen an.
Das Unternehmen hat seit September 2012 das Recht, das Landeswappen der Steiermark zu führen.
2020 verzeichnete das Unternehmen einen Umsatzerlös von 35.674.849,53 Euro. Geschäftsführer sind Barbara Kleinert (seit 1. Dezember 2023, ihr Vorgänger ab 1988 war Franz Weintögl) und Gerald Klug (seit 1. Dezember 2022; für Infrastruktur und Finanzen). Gerald Klug war zuvor Prokurist der GKB.

## Geschichte

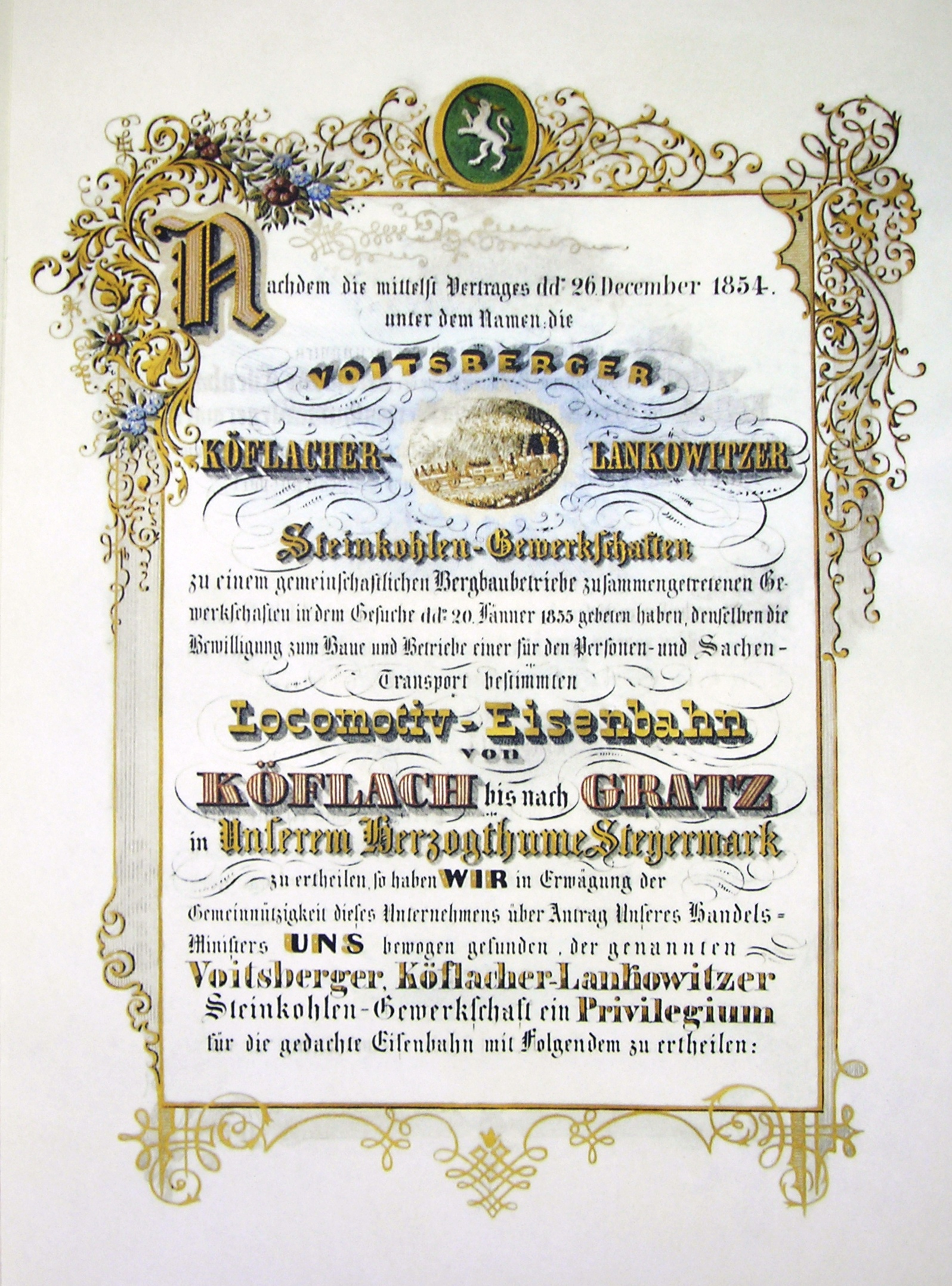
Konzessionsurkunde vom 26. August 1855, (Seite 3 von 9)

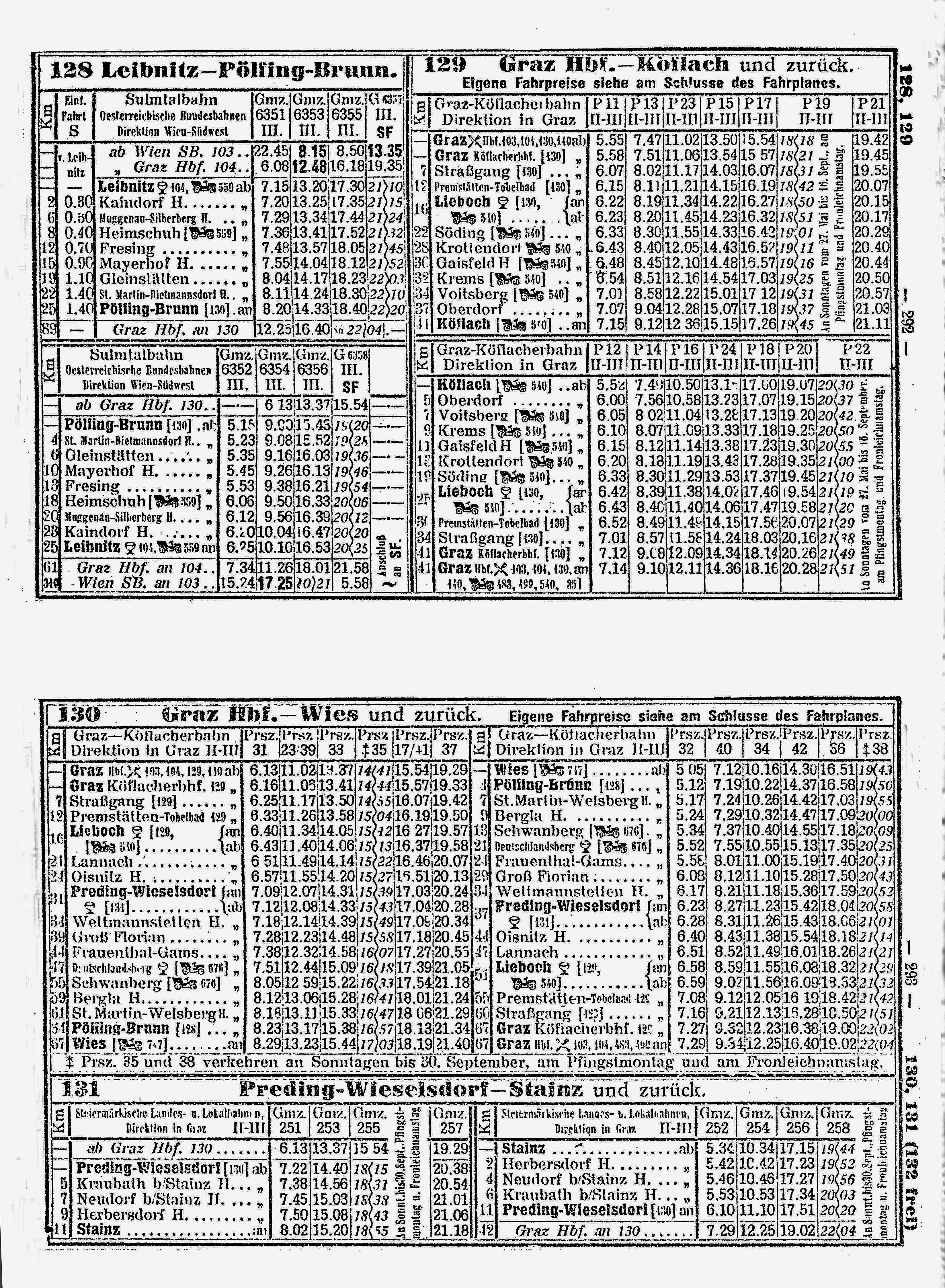
Fahrplanangebot 1928 inkl. Sulmtalbahn

Am 26. August 1855 erhielt die Voitsberger-Köflacher-Maria Lankowitzer Steinkohlengewerkschaft das kaiserliche Privilegium zum Bau und Betrieb einer „Locomotiv-Eisenbahn“ von Köflach nach Graz, heute übrigens eine der ältesten erhalten gebliebenen Eisenbahnurkunden. Im Jahr darauf erfolgte die Gründung der Graz-Köflacher Eisenbahn- und Bergbau-Gesellschaft.
Die Gesellschaft führte die Eisenbahnstrecke von der Eröffnung am 3. April 1860 bis 1878 im Eigenbetrieb, ein provisorischer Betrieb war bereits 1859 aufgrund des Krieges in Italien durch die Militärverwaltung veranlasst worden. Ein Pachtvertrag mit der Südbahngesellschaft war nicht zustande gekommen, sodass für diesen Eigenbetrieb vier neue Personenwagen und 15 Kohlenwagen gekauft worden waren. Weitere drei Lokomotiven, zwei Tender, vier große Kastenwagen, mehrere Kohlenwagen und ein Schneepflug wurden von der Staatsbahn gemietet. Reparaturen erfolgten in den Werkstätten der Südbahn. Elektrische Signale gab es nicht, an Sicherheitsvorkehrung war eine gegenseitige Verständigung der auf Sichtweite voneinander entfernt stehenden Wächterhäuschen vorgesehen. Ständiger Mangel an Personenwagen führte dazu, dass für den Pfingstenverkehr am 23. Mai 1860 auch Güterwagen zum Personentransport eingesetzt werden mussten.
Vom 9. September 1878 bis zum 31. Dezember 1923 wurden die Strecken durch die vormalige Südbahngesellschaft geführt. Das Verhältnis zur Südbahn war nicht friktionsfrei, erste Streitigkeiten über die Auslegung des Betriebsvertrages begannen 1911. Vom 1. Jänner 1924 bis zum 30. Juni 1924 führten die Österreichischen Bundesbahnen den Betrieb. Am 1. Juli 1924 übernahm die GKB wieder den Eigenbetrieb durch eine eigens dafür geschaffene Eisenbahndirektion in Graz (Graz-Jakomini, Grazbachgasse 39) unter Direktor Hermann Hunna († 1942). Mit selbem Tag wurde die Station Graz-Köflacherbahnhof für den Gesamtverkehr eröffnet.
1932 erfolgte auch die Betriebsübernahme der Sulmtalbahn. Nach dem Anschluss Österreichs wurde die GKB in die Hermann-Göring-Werke eingegliedert. Ab dem 1. August 1940 bestand eine Güterwagengemeinschaft mit der Deutschen Reichsbahn. Zudem mietete das Unternehmen in den Jahren 1942 bis 1949 zwölf ehemalige Wiener Stadtbahnwagen von der Staatsbahn an.
Mit Ende des Zweiten Weltkrieges war der Graz-Köflacherbahnhof zu 90 % vernichtet, 138.000 m² waren durch 182 Bombeneinschläge verwüstet. Mehrere Mitarbeiter waren den Luftangriffen zum Opfer gefallen. Durch Luftangriffe auf Züge wurden sieben Lokomotiven durch Tiefflieger abgeschossen und die Lokmannschaften getötet oder schwer verletzt.

Anleihe der GKB (1902)

Am 10. Mai 1945 bekam die GKB schließlich per Gesetz einen öffentlichen Verwalter. Der Firmenwortlaut wurde am 5. Juli 1945 in Graz-Köflacher Eisenbahn- und Bergbau Gesellschaft geändert und auf Grund des Verstaatlichungsgesetzes gingen die Anteilsrechte 1946 in das Eigentum der Republik Österreich über. 1947 wurde mit 5,5 Mio. eine Rekordzahl an Passagieren befördert. Das war darauf zurückzuführen, dass viele Grazer zwecks Lebensmitteleinkäufen in die Weststeiermark fuhren und auch Besatzungssoldaten bzw. Kriegsteilnehmer (Heimkehrer) transportiert wurden. Danach sanken die Passagierzahlen wieder, aber die Frachttransporte stiegen an. 1955 wurden 2,9 Mio. Tonnen Fracht (größtenteils Kohle) befördert. Die Konzession wurde 1958 verlängert. 1960 feierte die Bahn ihr 100-jähriges Bestehen, das Ende der Konzession am 8. April 1961 galt aber als sicher. Ein entsprechender Abschiedsartikel mit einer Reihe von Bildern der damals noch betriebenen alten Dampflokomotiven war bereits erschienen. Die Konzession wurde 1961 aber erneut verlängert, sie war dann bis 1966 befristet. In diesem Jahr wurde sie wiederum um ein Jahr verlängert. Als Gründe dafür sind publiziert, dass die ÖBB Bedenken gegen eine rasche Übernahme der GKB hatten und auch eine große Versicherung durch die Übernahme einen großen Kunden verloren hätte. Es wurde aber auch 1966 mit einer Übernahme gerechnet und das Verschwinden der damals bereits historischen Lokomotiven und Waggons der GKB nach einer Betriebsübernahme durch die ÖBB bedauert. Allerdings gab es für die bei der GKB noch vorhandenen Lokomotiven der Baureihe 29 schon mehr Interessenten als es überhaupt Maschinen gegeben hätte. Bis in die frühen 1970er Jahre hatte die GKB für ihre Züge auch noch Dampflokomotiven gekauft. Am Beginn der 1970er Jahre war die Passagierzahl auf 2,2 Mio. jährlich gesunken, um 1975 war die Frachtmenge erstmals unter das Niveau der Kriegsjahre zurückgefallen. Im Jahr 1977 wurde die Konzession der GKB um weitere zehn Jahre verlängert. Danach wurde die Konzession mehrfach, teilweise ebenfalls wiederum nur um ein Jahr verlängert, die letzte Verlängerung erfolgte 2000 bis zum Jahr 2025.
Mit Wirksamwerden des Fusionsgesetzes kam es 1973 zur Verschmelzung der Oesterreichisch-Alpine Montangesellschaft und der VÖEST, die GKB wurde zu deren Tochter und per 1. Jänner 1998 wurde die GKB in zwei rechtlich selbstständige Unternehmen aufgegliedert: in die GKB-Bergbau GmbH und die GKE, die Graz-Köflacher Eisenbahn GmbH, die seit dem 14. Jänner 2004 mit dem Firmenwortlaut Graz-Köflacher Bahn und Busbetrieb GmbH, kurz „GKB“, im Firmenbuch eingetragen ist.
Die GKB war am Betrieb der Lavamünder Bahn beteiligt, nachdem der öffentliche Betrieb auf dieser Bahnstrecke eingestellt war und seit 2002 nur noch eine Nostalgiebahn mit gelegentlichem Güterverkehr geführt wurde. Das war nicht erfolgreich. Die Gesellschaft der Lavamünder Bahn (LBB), deren Anteile sich seit 2012 vollständig im Besitz der GKB befinden, wurde 2013 ruhend gestellt, ihr Sitz nach Graz zum Sitz der GKB verlegt.
Die GKB hat für den Arbeitsmarkt der Weststeiermark große Bedeutung: 1960 stammten 60 % des Mitarbeiterstandes von damals noch etwa 1200 Bediensteten aus der Weststeiermark.

## Eisenbahninfrastruktur

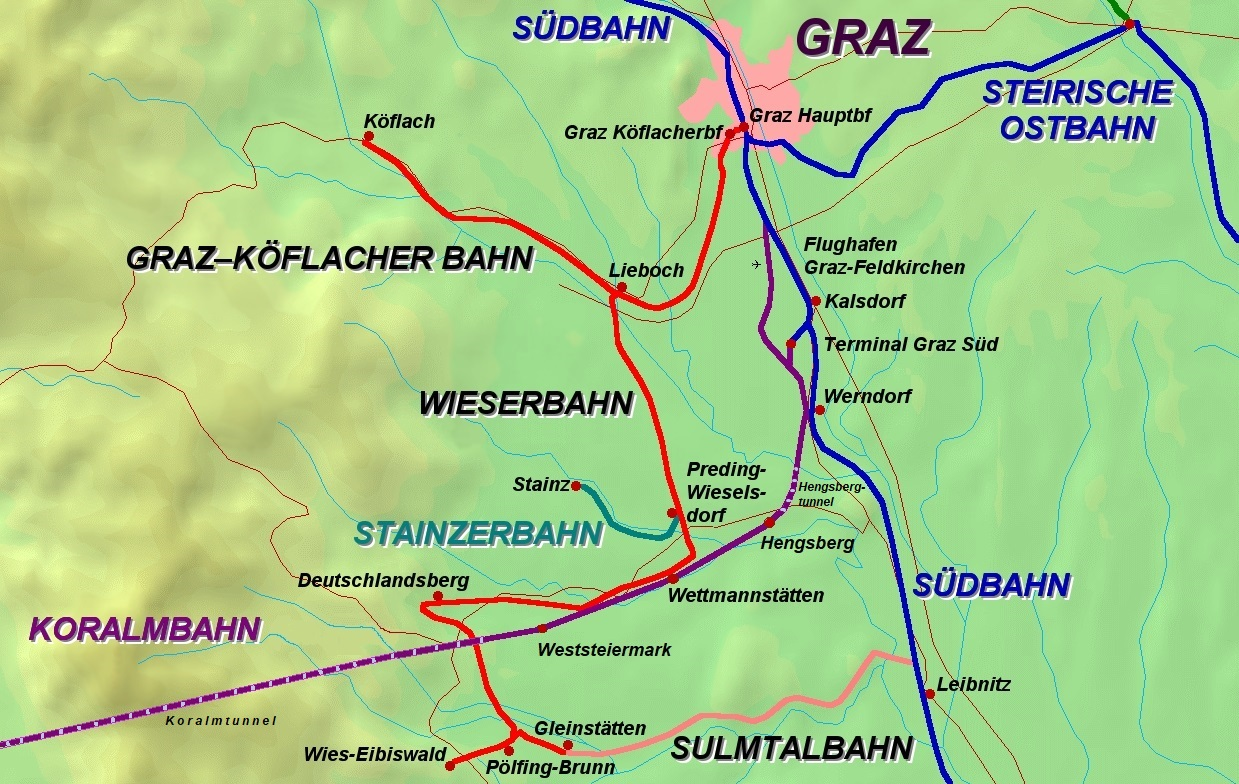
Eisenbahnstrecken der GKB (in rot)

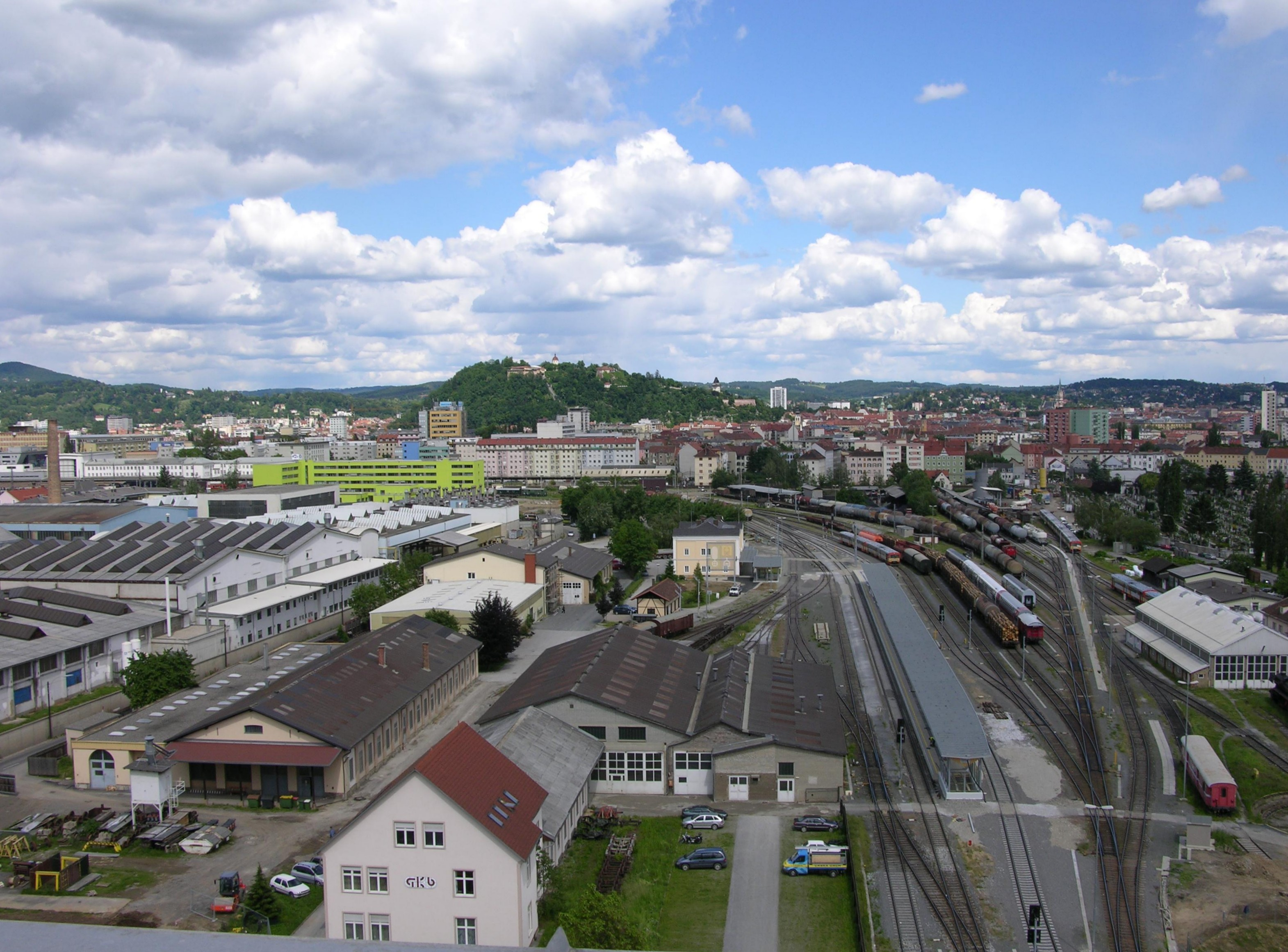
Blick auf den Köflacherbahnhof mit dem Schlossberg im Hintergrund (2006)

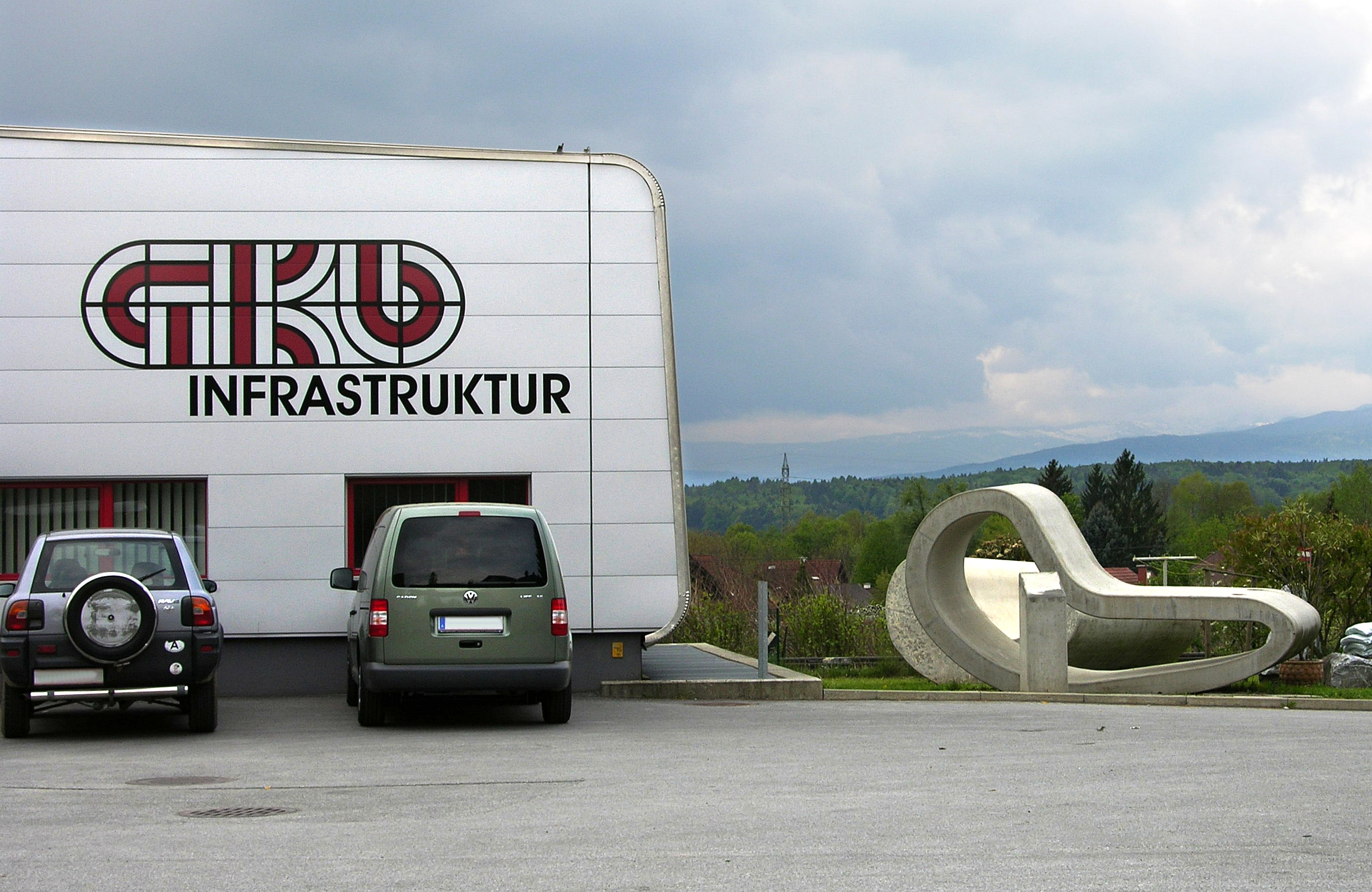
GKB-Werkstättengebäude in Lieboch mit der Skulptur von Manfred Wakolbinger (2008)

Die GKB war bis 1. Juli 2024 Eigentümer folgender Nebenbahnstrecken in Normalspur (1435 mm):
- die am 22. Juni 1859 für den Kohlenverkehr und am 3. April 1860 für den allgemeinen Verkehr eröffnete Strecke Graz–Köflach („Köflacherbahn“; Graz–Lieboch 15,2 km und Lieboch–Köflach 25,1 km) und
- die am 9. April 1873 eröffnete Strecke Lieboch–Wies-Eibiswald („Wieserbahn“; 51,0 km).[26]

Die Gesamtlänge des Streckennetzes der GKB betrug demnach 91,257 km. Dazu kam noch die 1,638 km lange, derzeit wegen Baufälligkeit nicht benutzbare Nebenbahn Bärnbach–Oberdorf in Steiermark und die 4,664 km lange, als Anschlussbahn betriebene Strecke Pölfing-Brunn–Gleinstätten, dem verbliebenen Reststück der ehemaligen Strecke Pölfing-Brunn–Leibnitz („Sulmtalbahn“). Ausgangspunkt der Köflacherbahn in Graz ist der von der GKB errichtete Bahnhof, der heute unter „Graz Köflacherbahnhof“ (innerbetriebliche Abkürzung „Gkf“) bekannt ist. Bereits ab der Teilinbetriebnahme der Koralmbahn wurde der Bahnhof Wettmannstätten und der durch ihn verlaufende Teil der Wieserbahn von der ÖBB-Infrastruktur AG betrieben.
Ursprünglich war Eigentümer die Graz-Köflacher Eisenbahn- und Bergbaugesellschaft (damals „GKB“, heute „GKB-Bergbau“), die ebenso den Kohlebergbau durchführte. Die Strecke nach Köflach führt durch ein früheres Bergbaugebiet (Braunkohle: Lignit). Da sich unter der Bahntrasse abbauwürdige Kohlevorkommen befanden, wurde die Trasse zweimal verlegt (1935 und 1952). Bei der zweiten Verlegung wurde der 241 Meter lange Rosentaltunnel (auch: Rosentaler Tunnel, Rosenthaltunnel) errichtet.
In der zweiten Hälfte des 20. Jahrhunderts erfolgte durch den langsamen Rückgang des Kohleabbaus und durch das steigende Mobilitätsbedürfnis eine Umorientierung zum Personenverkehr. Am 29. April 1987 endeten Kohlelieferungen nach Graz (zum Fernheizwerk), als letzter Zug fuhr der Güterzug G 79858 von Bärnbach nach Graz.
Insgesamt gibt es 16 Bahnhöfe, 16 Haltestellen und zwei Ladestellen. Der Bahnhof Bärnbach hatte bis 1955 den Namen Oberdorf Schacht (früher Oberdorf I, Oberdorf). Die Strecken der GKB wurden 2015 noch von 127 Eisenbahnkreuzungen gequert, von denen 75 eine technische Sicherung aufwiesen (66 Lichtzeichen-, 7 Vollschranken- und 2 Sperrschrankenanlagen). Im Netz der GKB sind 204 Weichen eingebaut. Es führt über 124 Brücken und Durchlässe und weist zwei Tunnel auf. Die Zahl der technisch ungesicherten Bahnübergänge wird laufend verringert, allein im Rahmen der Neugestaltung der Bahnhöfe Lannach, Oisnitz-St. Josef und Preding-Wieselsdorf mit barrierefreien Zugängen und längeren Bahnsteigen wurden 2022 vier Eisenbahnkreuzungen dauerhaft geschlossen und eine Reihe anderer mit Schrankenanlagen oder Warnsignalen gesichert.
Die GKB verzeichnet 16 Stellwerke elektrischer Bauart. Das gesamte Streckennetz der GKB ist mit einer durchgehenden Gleisfreimeldung (Bahnhöfe und Strecke) sowie mit Streckenblockung der Bauart ZG 62 ausgestattet.

### Elektrifizierung
Die Strecken waren lange Zeit nicht elektrifiziert, bis zum Jahr 2028 soll aber die Elektrifizierung der GKB-Strecken vollständig abgeschlossen sein, sie war ursprünglich bereits bis 2025 geplant. Am 12. Juli 2022 wurde in Deutschlandsberg feierlich der erste Oberleitungsmast versetzt. Der erste fertige Teil der Oberleitung zwischen Wettmannstätten und Groß St. Florian wurde am 16. Juli 2023 einsatzbereit abgenommen.
Die Elektrifizierung erfolgt in mehreren Abschnitten: Zuerst werden bis Ende 2025 der 33 km lange Abschnitt der Wieserbahn Wettmannstätten–Wies-Eibiswald und der Graz Köflacherbahnhof fertig gestellt, dann folgen die Abschnitte Graz–Lieboch, Lieboch–Wettmannstätten und Lieboch–Köflach bis Ende 2028. Insgesamt werden rund 133 km Strecken- und Bahnhofsgleise mit der Oberleitung überspannt. Begleitend zu diesen Arbeiten werden auch eine Reihe von Bahnhöfen umgebaut, der Kremser Tunnel und der Rosentaler Tunnel adaptiert und zwischen der Wetzelsdorferstraße und der Grottenhofstraße in Graz 1,2 km der Strecke zweigleisig ausgebaut. Ein weiteres zweigleisiges Stück entsteht zwischen dem zukünftigen Bahnhof Weststeiermark und Frauental.
Die Haltestellen Wetzelsdorf und Webling sollen zu Nahverkehrsdrehscheiben zu den Grazer Linien mit Unterführungen werden. Als Ziel der Arbeiten wurde veröffentlicht, dass künftig ein durchgängiger 30-Minuten-Takt zwischen der Weststeiermark und Graz möglich werden solle.
Überlegungen, das Netz der GKB zu elektrifizieren, gab es bereits seit den 1960er Jahren. Anlass war u. a. die Elektrifizierung der Südbahnstrecke, wobei das GKB-Netz auch als Versuchsstrecke für technische Neuerungen in Betracht gezogen wurde. Allerdings verfügte die GKB damals noch über billige eigene Braunkohle, was eine Elektrifizierung wirtschaftlich noch nicht als sinnvoll erscheinen ließ. Später wurde auch ein GKB-eigenes Bahnstromnetz überlegt, dessen Energie aus der Braunkohle über das Kraftwerk in Voitsberg kommen sollte. Letztlich setzte sich aber das System der ÖBB durch. Ein Weißbuch der Technischen Universität Graz lieferte die wissenschaftlichen Grundlagen.

### Übernahme der Infrastruktur durch die ÖBB Infrastruktur AG

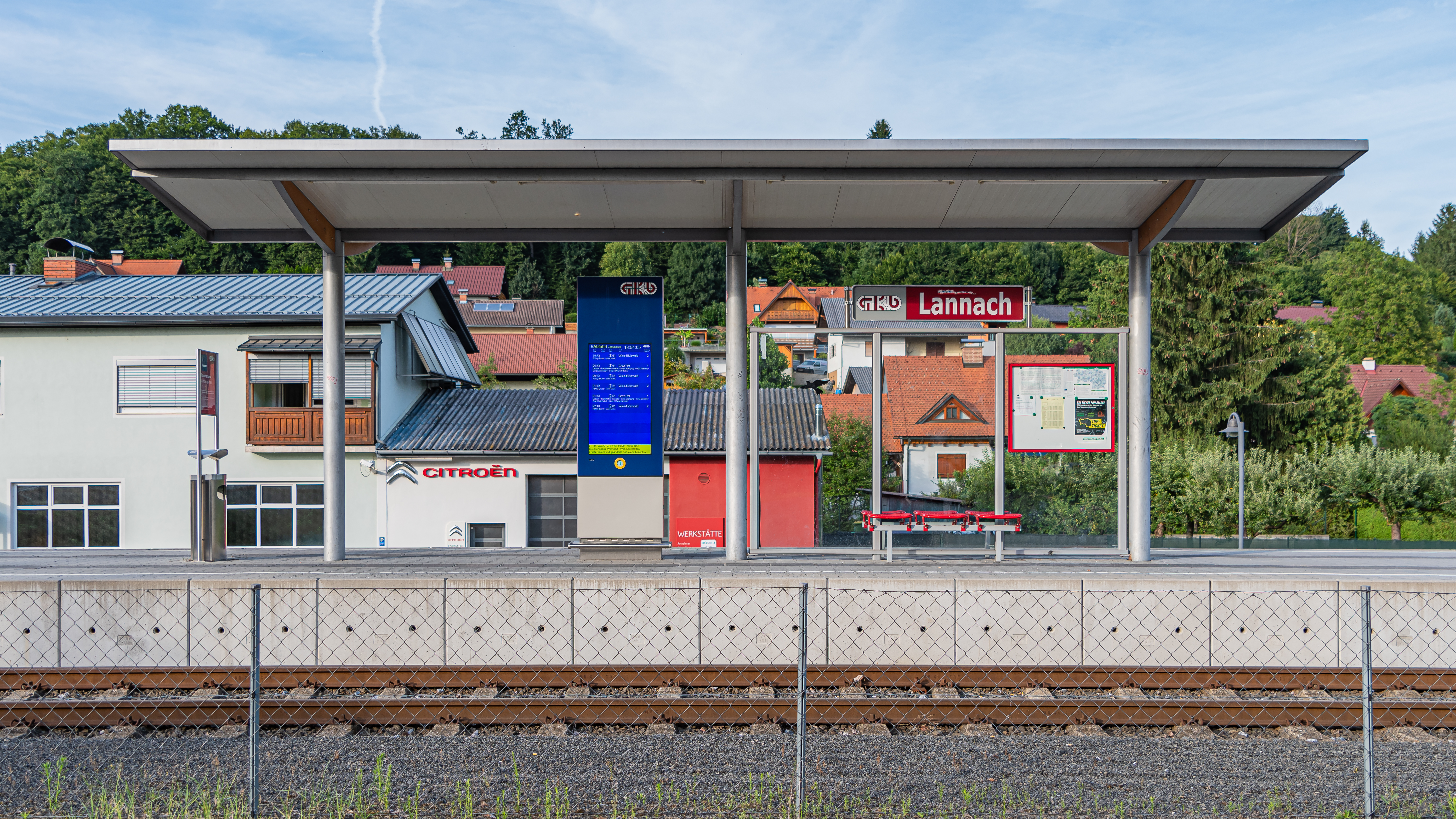
Haltestelle Lannach

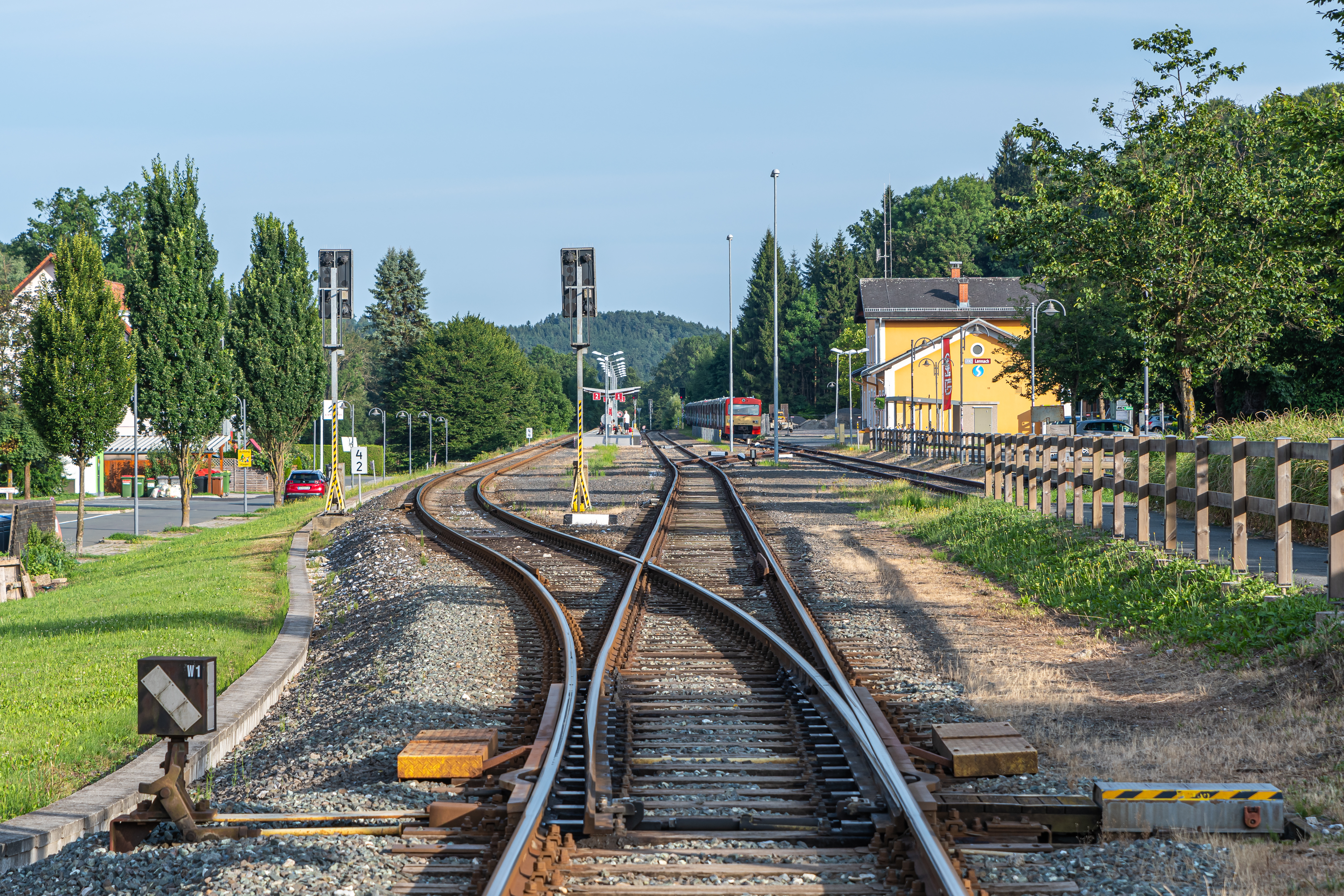
Bahnhof Lannach

Vor dem Hintergrund des Auslaufens der Konzession der GKB im Jahr 2025 und der Eröffnung der mit der Wieserbahn mehrfach verknüpften Koralmbahn liefen ab Ende August 2021 auch Verhandlungen zur Übernahme der Eisenbahninfrastruktur (Schienennetz, Bahnhöfe etc.) durch die ÖBB-Infrastruktur AG. Die GKB sollte als Eisenbahnverkehrsunternehmen (EVU) sowie als Betreiber des regionalen Autobusverkehrs bestehen bleiben. Auch die im Güterverkehr aktiven Tochterunternehmen (LTE, Adria Transport) sollen bei der GKB verbleiben. Damit würde die im europäischen Eisenbahnrecht für Eisenbahnunternehmen ab einer gewissen Größe vorgesehene und bei anderen österreichischen Eisenbahnunternehmen realisierte Trennung zwischen Eisenbahninfrastrukturunternehmen und Eisenbahnverkehrsunternehmen auch bei der bisher zur GKB gehörenden Strecken umgesetzt. Ursprünglich hätte der Spaltungs- und Übernahmevertrag bereits 2022 abgeschlossen werden sollen, jedoch wurde ein Begutachtungsentwurf für das erforderliche Bundesgesetz erst im April 2023 vorgelegt.
Abgelehnt wurde die Reorganisation von Betriebsrat und Landespolitik. Der Betriebsrat der GKB befürchtete langfristig den Verlust von Arbeitsplätzen im Betrieb und die Eigenständigkeit des Betriebs überhaupt. Es fanden eine Betriebsversammlung am 15. September 2021 und andere Protestmaßnahmen statt. Von der FPÖ wurde ein Fünf-Punkte-Forderungspaket zum Erhalt der Arbeitsplätze und zum Schutz vor Versetzungen aufgestellt. In der Beantwortung einer parlamentarischen Anfrage im Bundesrat beteuert das BMK, dass die GKB „als national und international erfolgreich tätiges Bahnunternehmen gesichert“ bleiben werde und es für die Mitarbeiter zu keinen Verschlechterungen komme. Das im Juli 2023 beschlossene Bundesgesetz enthält tatsächlich entsprechende Bestimmungen zum Schutz der von den ÖBB zu übernehmenden Arbeitnehmer. Die Spaltung und Übertragung ist am 2. Juli 2024 in das Firmenbuch eingetragen und damit wirksam geworden. Die ÖBB bezeichnen die beiden ehemaligen GKB-Strecken nunmehr als Steirische Westbahn.

## Eisenbahnverkehr

### Personenverkehr
Die GKB ist das bedeutendste Verkehrsdienstleistungsunternehmen der Weststeiermark. Die Eisenbahngesellschaft wird von den Fahrgästen – vor allem von Pendlern und Schülern – sehr gut angenommen. Die jährlichen Beförderungszahlen liegen gegenwärtig bei rund 6,3 Mio. Fahrgästen im Schienenverkehr und bei rund 6 Mio. Fahrgästen im Busbetrieb.
Die GKB ist Teil des Verkehrsverbundes Steiermark. Alle Reisezüge führen nur die zweite Wagenklasse. Darüber hinaus bietet die GKB in allen Zügen kostenlose Fahrradbeförderung an.
S-Bahn

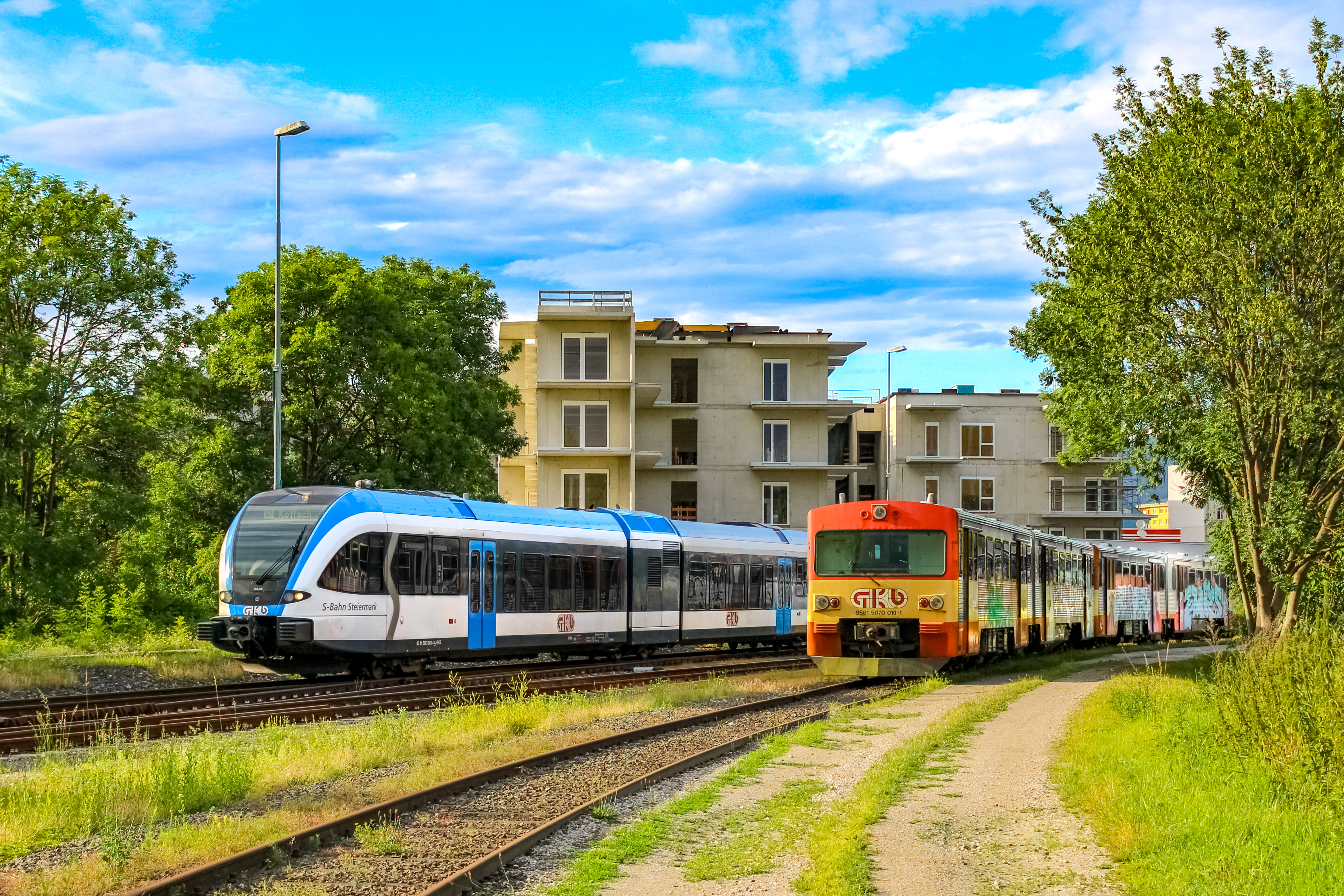
GKB Stadler Gelenktriebwagen (5063 008) und VT 70 (5070 010)

Die Strecken der GKB sind seit dem 9. Dezember 2007 Teil der neuen S-Bahn Steiermark. Die Strecke Graz – Lieboch – Köflach (Köflacherbahn) wird als Linie  und die Strecke Graz – Lieboch – Wettmannstätten – Wies-Eibiswald (Wieserbahn) als Linie  geführt. Seit dem 13. Dezember 2010 wird die  von Graz über die Südbahn und Koralmbahn nach Wies-Eibiswald geführt. Damit ergibt sich eine Verkürzung der Fahrzeit von Deutschlandsberg in die Landeshauptstadt von 55 auf rund 40 Minuten. Auch wird seither der neue Bahnhof Hengsberg an der Koralmbahn und der Bahnhof Werndorf bedient.
Fernverkehr
In Kooperation mit dem tschechischen Eisenbahn- und Fernbusbetreiber Regiojet bot die GKB ab Dezember 2017 bis Dezember 2019 (jeweils Datum der Kursbuchumstellungen) Zugverbindungen zwischen Wien und Prag an. Die GKB zeichnete dabei für die Betriebsführung auf österreichischem Gebiet verantwortlich. Es wurden vier Zugpaare zwischen Prag und Wien Hauptbahnhof mit Zwischenhalten in der mährischen Hauptstadt Brünn, dem Grenzbahnhof Břeclav und Pardubice geführt.
Es war eine Ausweitung dieses Angebots auf die Relation Praha–Graz angedacht, womit die von der GKB geführten gelben RegioJets zur Alternative zu den von ÖBB und ČD betriebenen Railjets geworden wären. Die Kooperation mit Regiojet wurde jedoch mit Dezember 2019 beendet, die Regiojet-Züge werden ab damals mit der Westbahn geführt.
Personenwagen
Personenzüge der GKB führten bis zu vier Klassen, wobei die vierte Klasse (Stehplätze) im April 1872 eingeführt und 1891 wieder aufgelassen wurde. Die zehn zweiachsigen Wagen dieser Klasse waren für je 60 Personen vorgesehen. Die 1. Wagenklasse wurde 1922 aufgelassen, die 2. Klasse 1932, die 3. Klasse wurde 1956 in 2. Klasse umbenannt.
Züge für Pendler von und nach Graz waren bis 1993 mit zweiachsigen Personenwagen (Spantenwagen und ältere Wagen der Bauart N28) geführt worden und im Volksmund „schwarze Züge“ genannt wurden. Im April 1993 wurden zehn Doppelstockwagen und fünf Doppelstock-Steuerwagen von Simmering-Graz-Pauker in Betrieb genommen. Die GKB war damit das erste Eisenbahnunternehmen in Österreich, das Doppelstockwagen einsetzte. Die ÖBB folgten erst später dieser Entwicklung. Im Mai 2024 wurde eine Ausschreibung veröffentlicht aus der hervor geht, dass von der Deutschen Bahn Doppelstockwagen der Serie 94 beschafft werden, für die ein Anbieter für sieben Elektrolokomotiven mit Instandhaltung gesucht wird.

### Güterverkehr
Im Zuge der Liberalisierung des Eisenbahnverkehrs hat die GKB eine europaweite Konzession erlangt und führt damit Gütertransporte durch ganz Österreich und darüber hinaus durch.
Innerhalb Österreichs wurden mit der Durchführung von Verschubarbeiten auf privaten Anschlussbahnen sowie der Reaktivierung von Gütertransporten auf bereits stillgelegten Strecken neue Marktnischen gefunden.
Der Bestand an unternehmenseigenen Güterwagen hatte sich ursprünglich zu einem großen Teil aus offenen Güterwagen für den Kohletransport zusammengesetzt, um 1960 gab es bei der GKB insgesamt 766, meist in grauer Farbe gestrichene, Güterwagen. Diese Zahl verringerte sich in den nächsten Jahrzehnten auf rund 120 Wagen, die in der in Österreich üblichen braunen Farbe gehalten waren und ist seitdem weiter gesunken.

### Triebfahrzeuge

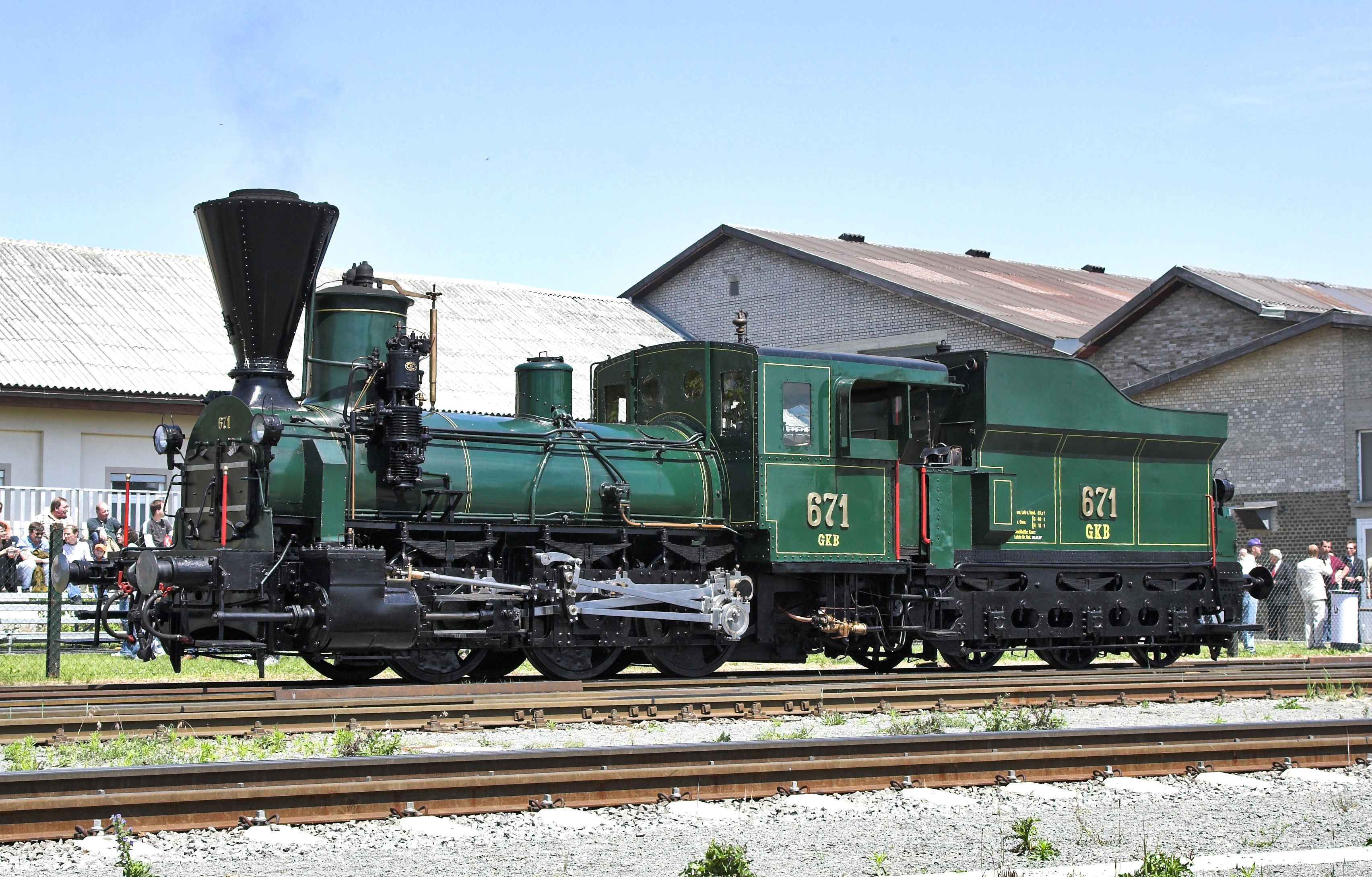
GKB 671 – dienstälteste Dampflok der Welt (Baujahr 1860)
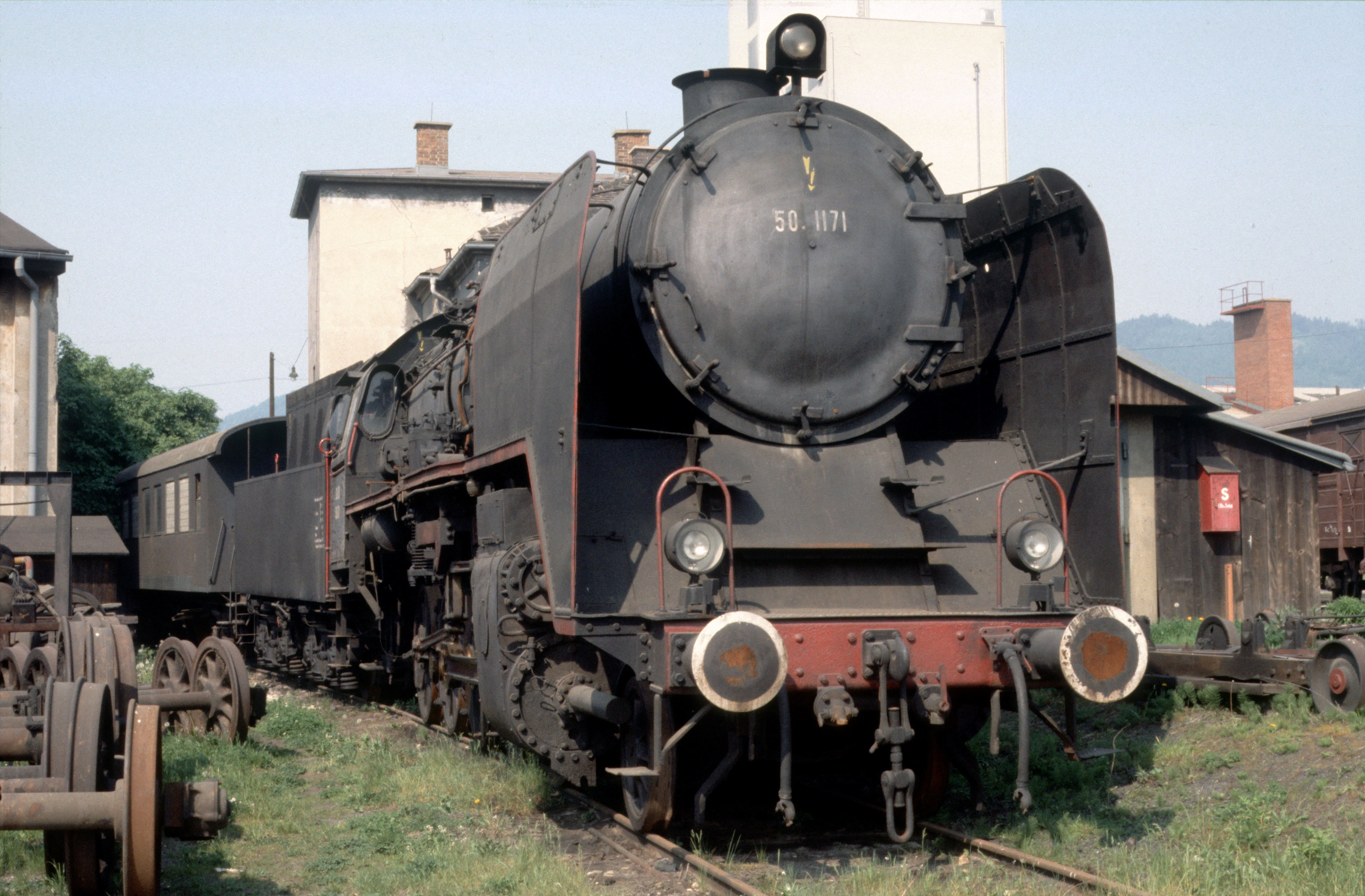
GKB 50.1171 (1979)
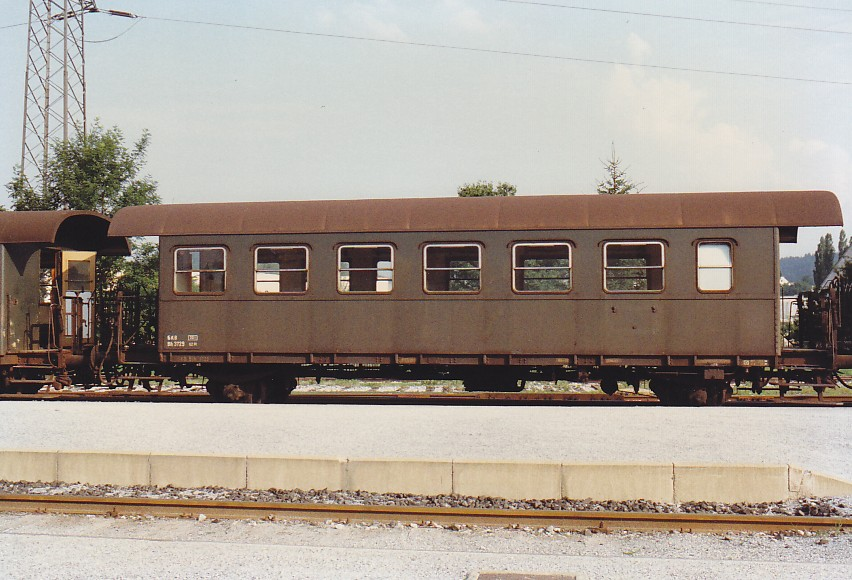
Wagen 63167 der GKB (Bauart N28), aufgenommen in Köflach, Mai 1989
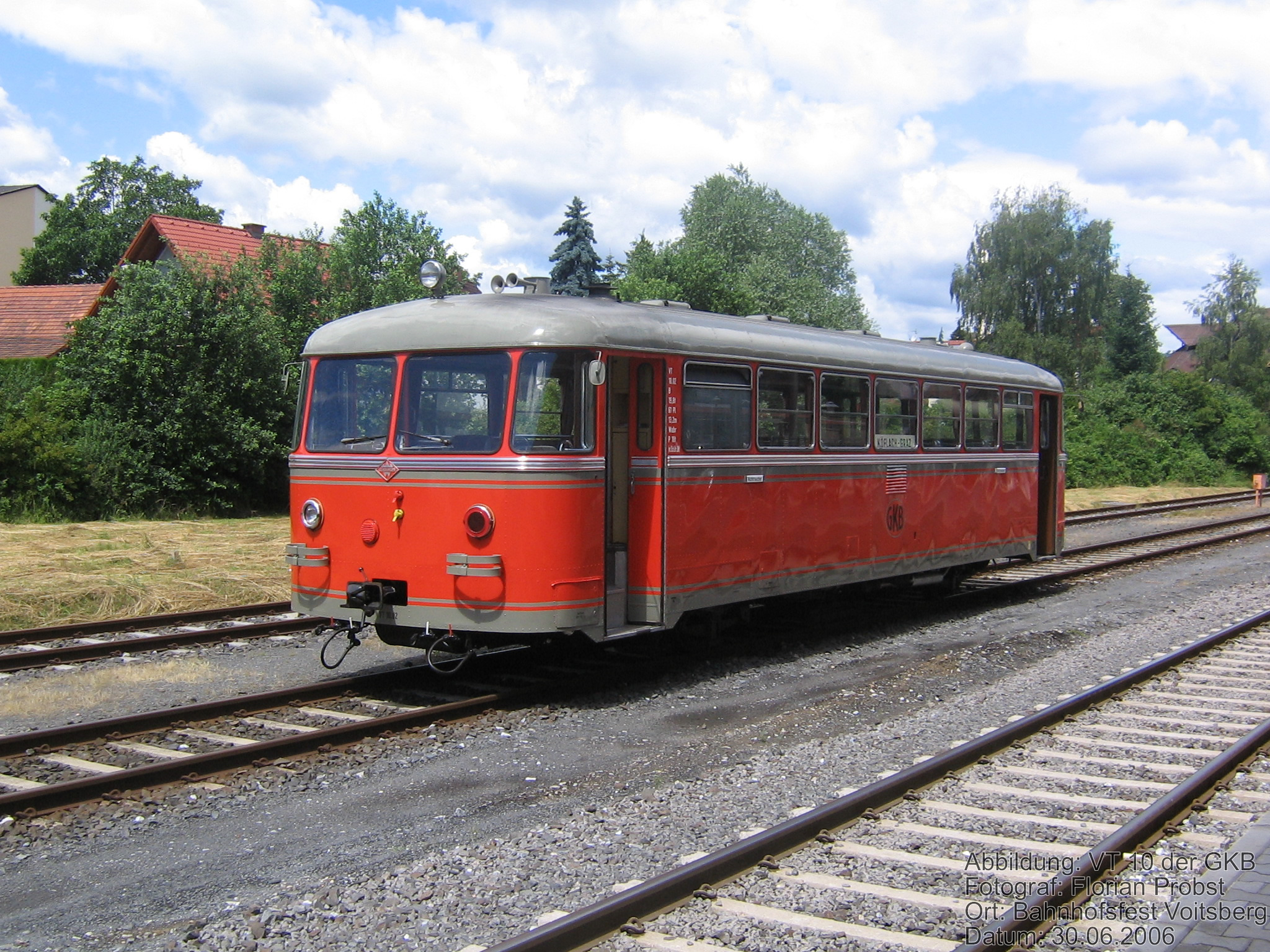
GKB „Roter Blitz“ VT 10
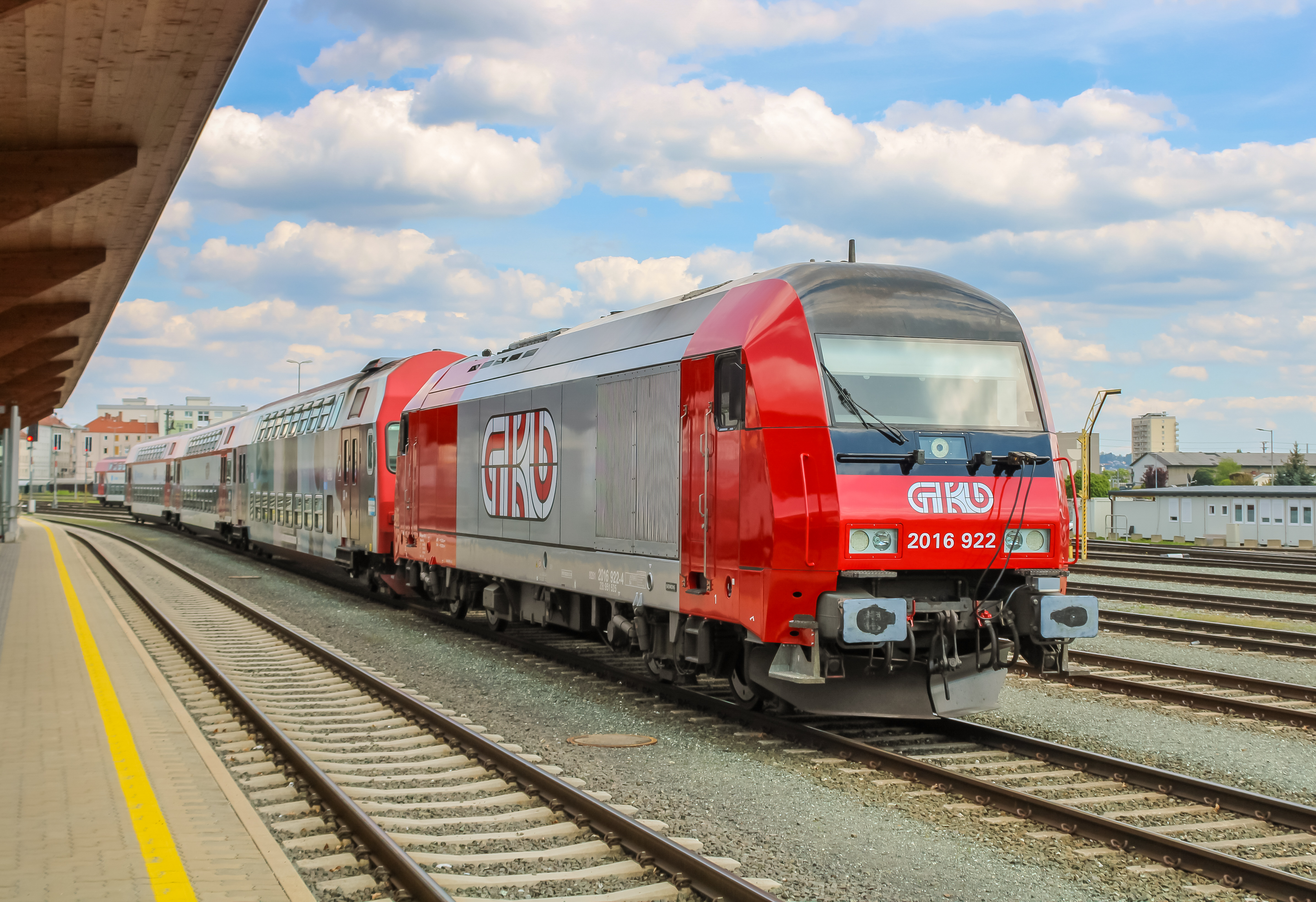
GKB 2016 922 mit Doppelstockwagen in Graz Köflacherbahnhof
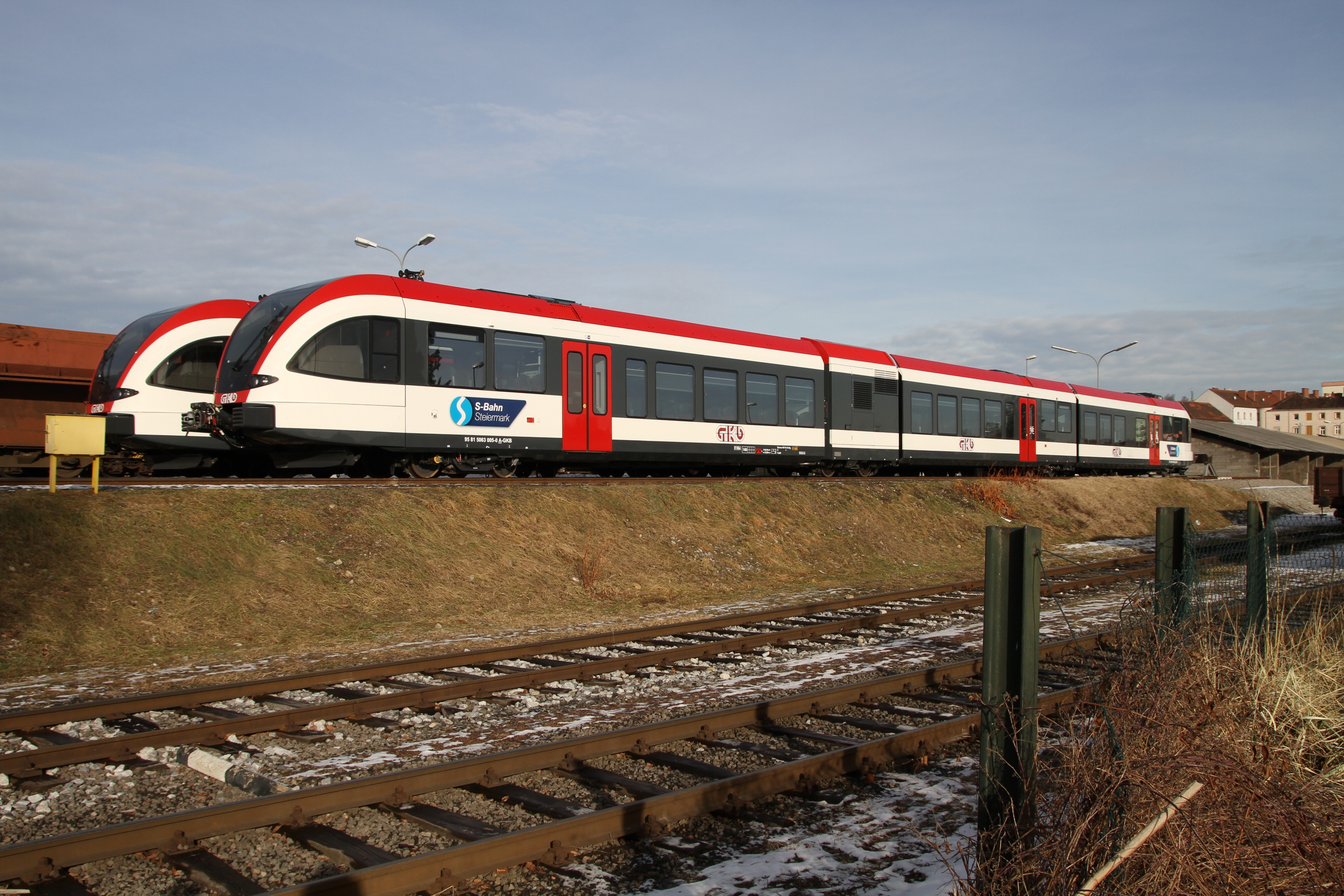
Stadler GTW in Graz Köflacherbahnhof

Die ersten Lokomotiven übernahm die GKB von der Südbahngesellschaft. Im Laufe ihres Bestehens übernahmen die GKB immer wieder altbrauchbare Lokomotiven von der Südbahn oder den Österreichischen Bundesbahnen. Darunter befanden sich die Schnellzugsloks der Baureihe 17c, die Wiener Stadtbahn-Lokomotive kkStB 30 oder ehemalige DR-Kriegsloks der Baureihen 50 und 52.
| Erste (Dampf-)Lokomotiven der Graz-Köflacher Eisenbahn | Erste (Dampf-)Lokomotiven der Graz-Köflacher Eisenbahn | Erste (Dampf-)Lokomotiven der Graz-Köflacher Eisenbahn | Erste (Dampf-)Lokomotiven der Graz-Köflacher Eisenbahn | Erste (Dampf-)Lokomotiven der Graz-Köflacher Eisenbahn |
| Erster Name                                            | Anzahl                                                 | Hersteller                                             | Bauart                                                 | Baujahre                                               |
| ------------------------------------------------------ | ------------------------------------------------------ | ------------------------------------------------------ | ------------------------------------------------------ | ------------------------------------------------------ |
| GRAZ                                                   | 5                                                      | WRB                                                    | 2B n2                                                  | 1848                                                   |
| MUR                                                    | 1                                                      | William Norris/Philadelphia                            | 2B n2                                                  | 1846                                                   |
| KÖFLACH                                                | 4                                                      | StEG                                                   | C n2                                                   | 1862–1871                                              |
| WIES                                                   | 13                                                     | StEG                                                   | C n2                                                   | 1872–1873                                              |
| LANKOWITZ                                              | 2                                                      | Sigl/Wien                                              | B n2t                                                  | 1870                                                   |

Die Lokomotiven der Baureihe 29 der Südbahn aus der Maschinenfabrik der StEG waren eigens für Braunkohlen-[Lignit]-Feuerung gebaut und mit einer kurzen, tiefen Feuerbüchse aus Kupfer ausgestattet. Sie waren damit für Kohle mit vergleichsweise geringem Heizwert verwendbar: Der Heizwert von Kohle aus den Bergbauen in Lankowitz wurde mit 3977 kcal/kg, jener aus Pichling mit 3638 und aus Rosental mit 4407 kcal/kg angegeben (zum Vergleich: Kohle aus Wies 4960, Eibiswald 5322 oder Trifail 4136 kcal/kg, der Heizwert von Braunkohle ist je nach Herkunft etwa ein bis zwei Drittel niedriger als der von Steinkohle). Vier dieser Lokomotiven waren bis in die 1960er Jahre im Einsatz, die Lokomotive 671 aus dieser Serie war 2019 noch betriebsfähig, wird für Sonderfahrten verwendet und gilt als dienstälteste Dampflokomotive der Welt. Seit ihrem Bau im Jahr 1860 wurde sie nie außer Dienst gestellt und steht seit 2004 unter Denkmalschutz, sie wird heute von den Steirischen Eisenbahnfreunden in Zusammenarbeit mit der GKB betreut.
Vom Dampf zum Diesel

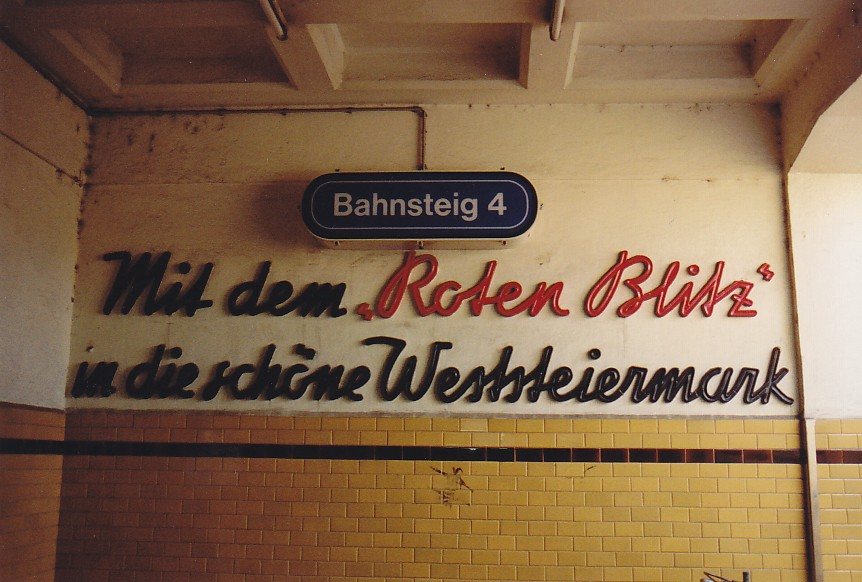
Mit dem Roten Blitz in die schöne Weststeiermark, Graz, Mai 1989

Von 1953 bis 1993 prägten Uerdinger Schienenbusse das Bild des Personenverkehrs der GKB. Aufgrund ihrer Farbgebung und (im Vergleich zu den Dampflokomotiven) Schnelligkeit wurden sie „Roter Blitz“ genannt. Die ersten dieser Fahrzeuge waren einmotorig, später wurden zweimotorige Fahrzeuge beschafft, insgesamt waren es 13 Triebwagen. Dazu kamen 19 Beiwagen für Personenbeförderung und zwei Postbeiwagen gleicher Farbgebung. Weitere Triebwagen und Beiwagen wurden von der Deutschen Bundesbahn gebraucht gekauft. Mit dem Triebwagen VT 10.09 wurde 1968 der letzte Schienenbus gekauft, mit ihm endete auch die Produktion dieser Fahrzeuge. Ab 1981 wurden die Garnituren des „Roten Blitzes“ durch neue Triebwagen der Baureihe VT 70 verdrängt, der letzte fahrplanmäßige Einsatz einer Schienenbusgarnitur fand am 22. Mai 1993 statt.
Die erste Diesellokomotive für den Streckendienst wurde ab Jahresbeginn 1965 verwendet. Sie hatte die Nummer DE 750.1.
In den 1970er Jahren wurden die Strecken der GKB vermehrt zum Anziehungspunkt für Eisenbahnliebhaber und -fotografen, da die GKB eine der letzten Bahnverwaltungen in Österreich war, die im Rangier- und Verschubdienst sowie teilweise noch im Streckendienst Dampflokomotiven einsetzte. So führte eine Lokomotive der Reihe 50, die 50.685, am 6. Mai 1975 einen Zug von Graz nach Wies-Eibiswald und die 50.1171 beförderte noch 1979 nach Ausfall eines Heizwagens einen planmäßigen Personenzug. Die Lok 50.1171 hatte in den 1970er Jahren eine „Auftritt“ im Film Tödliche Botschaft, ebenso die Güterzugslok 56.3115 in der Fernsehserie Die Abenteuer des braven Soldaten Schwejk. Die 56.3115 (aktuell nicht betriebsbereit) und die 671 (Baureihe 29) blieben als Museumsloks erhalten.
Aktuell

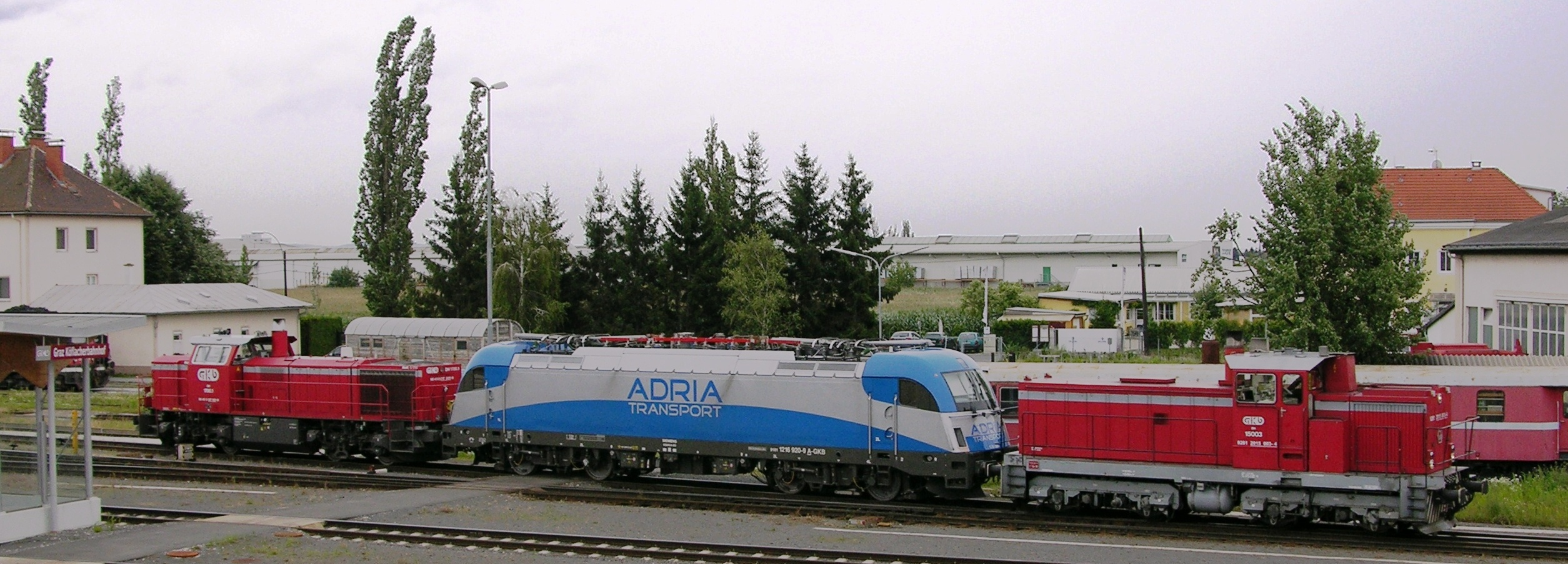
Verschub der neuen Lok 1216 920 der ADRIA Transport durch GKB 1700.1 und GKB 1500.3 am Graz Köflacherbahnhof

Die Triebwagen der Reihe VT 70 schieden im Laufe des Jahres 2013 aus dem Dienst, der letzte Zug nach Fahrplan mit einer dieser Garnituren fuhr am 1. Juli 2013, eine Sonderfahrt am 11. August 2013. Für Güterzüge werden Maschinen der Baureihen DH 1700, DH 1500 und DH 1100 eingesetzt, im Rangierdienst neben oben genannten vor allem Loks der Baureihe DH 600. Überdies stehen noch einige Bahndienstfahrzeuge im Dienst der GKB sowie Schienenbusse der Reihe VT 10, die jedoch nicht mehr im Planverkehr eingesetzt und von den „Steirischen Eisenbahnfreunden“ für Sonderfahrten betreut werden. Im Juni 2006 wurden von der GKB Dieseltriebwagen des Typs Desiro erprobt. Am 20. Februar 2009 sind aber 13 klimatisierte dieselelektrische Triebwagen des Typs GTW 2/8 bestellt worden, die mit einer Leistung von zweimal 382 kW 140 km/h erreichen und 141 Sitzplätze sowie 13 Klappsitze bieten. Gegenüber dem ÖBB 5022 werden Verbesserungen des Sitzkomforts, der Einstiegssituation und der behindertengerechten Ausstattung genannt. Das offizielle Roll-In der ersten Garnitur erfolgte am 26. August 2010 am Graz Köflacherbahnhof. Die neuen Triebwagen sind mit dem Fahrplanwechsel 2010/2011 in Betrieb gegangen. Mittlerweile verkehren auf den Linien  und  16 Zuggarnituren des GTW 2/8. Daneben kommen zu Spitzenzeiten die lokbespannten Doppelstockwagen zum Einsatz. Diese werden in der Regel von Diesellokomotiven der Baureihe DH 1500 gezogen, teilweise kommen auch die ebenfalls dieselbetriebenen Loks DH 1700 (primär im Güterverkehr bzw. bei Streckenarbeiten und Verschubdiensten eingesetzt) sowie Siemens ER20 zum Einsatz. Seit dem 4. August 2025 verkehren auf der Linie  nur noch Elektrolokomotiven des Typs Siemens Vectron mit, von der Deutschen Bahn, gemieteten Doppelstockwagen. Neben den genannten Lokomotiven werden von der GKB auch unter anderem die zwei Diesellokomotiven der Reihe DH 1100 eingesetzt, die primär im Güterverkehr und Verschub, in Ausnahmefällen aber auch im Personenverkehr zum Einsatz kommen.
Die Lokomotive des Types ER20 (2016 922) übernahm die GKB im Mai 2021 von LTE Logistik- und Transport, am 3. Mai 2021 wurde erstmals die neue Lokomotive auf der  vor Doppelstockwendezügen eingesetzt. Weitere Lokomotiven dieser Reihe sollten noch folgen.

## Busbetrieb

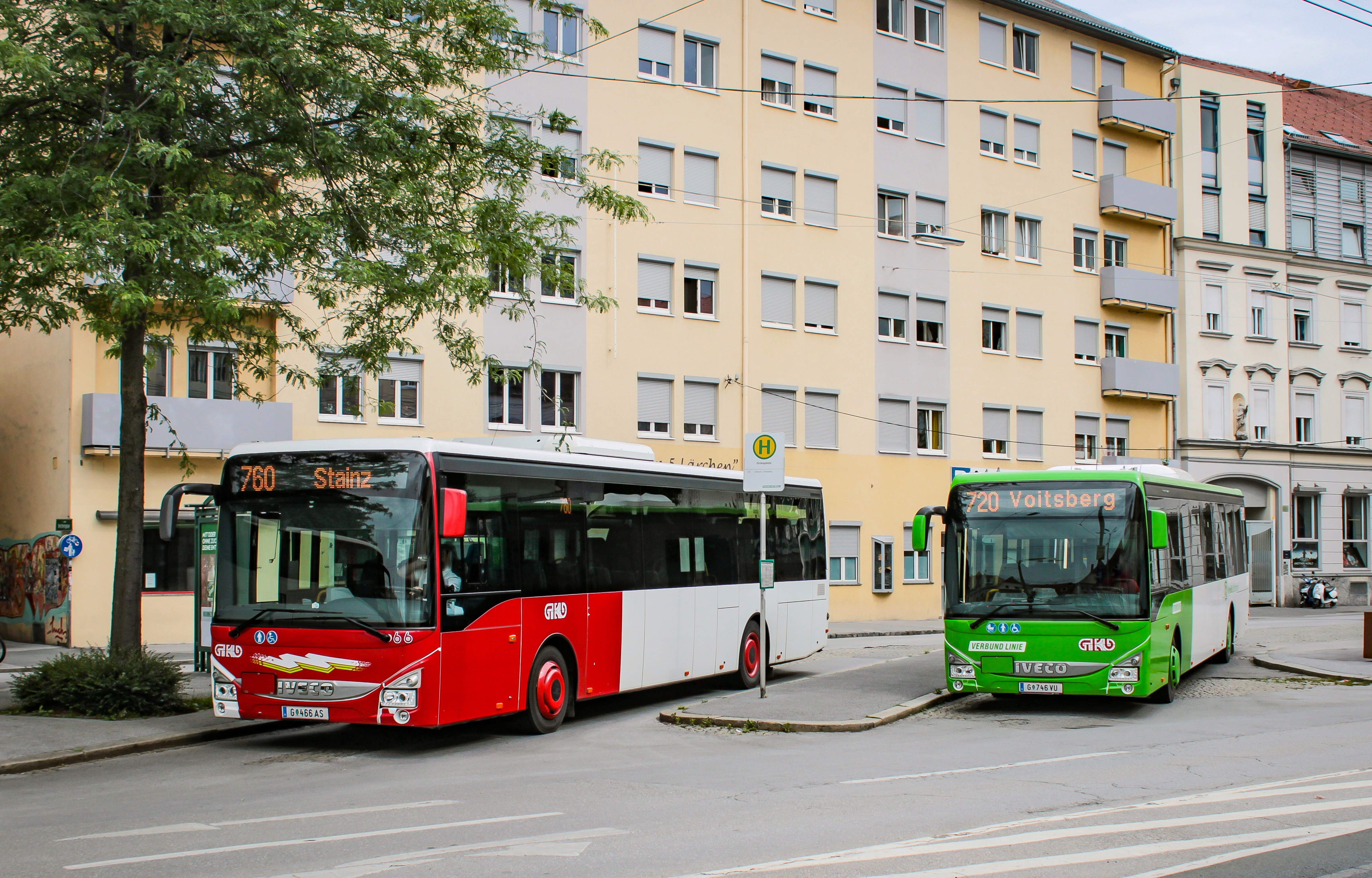
Zwei Iveco Crossway der GKB. Links: Lackschema vor der Ausschreibung von RegioBus Steiermark. Rechts: Lackschema, welches von Regiobus Steiermark vorgeschrieben wird.

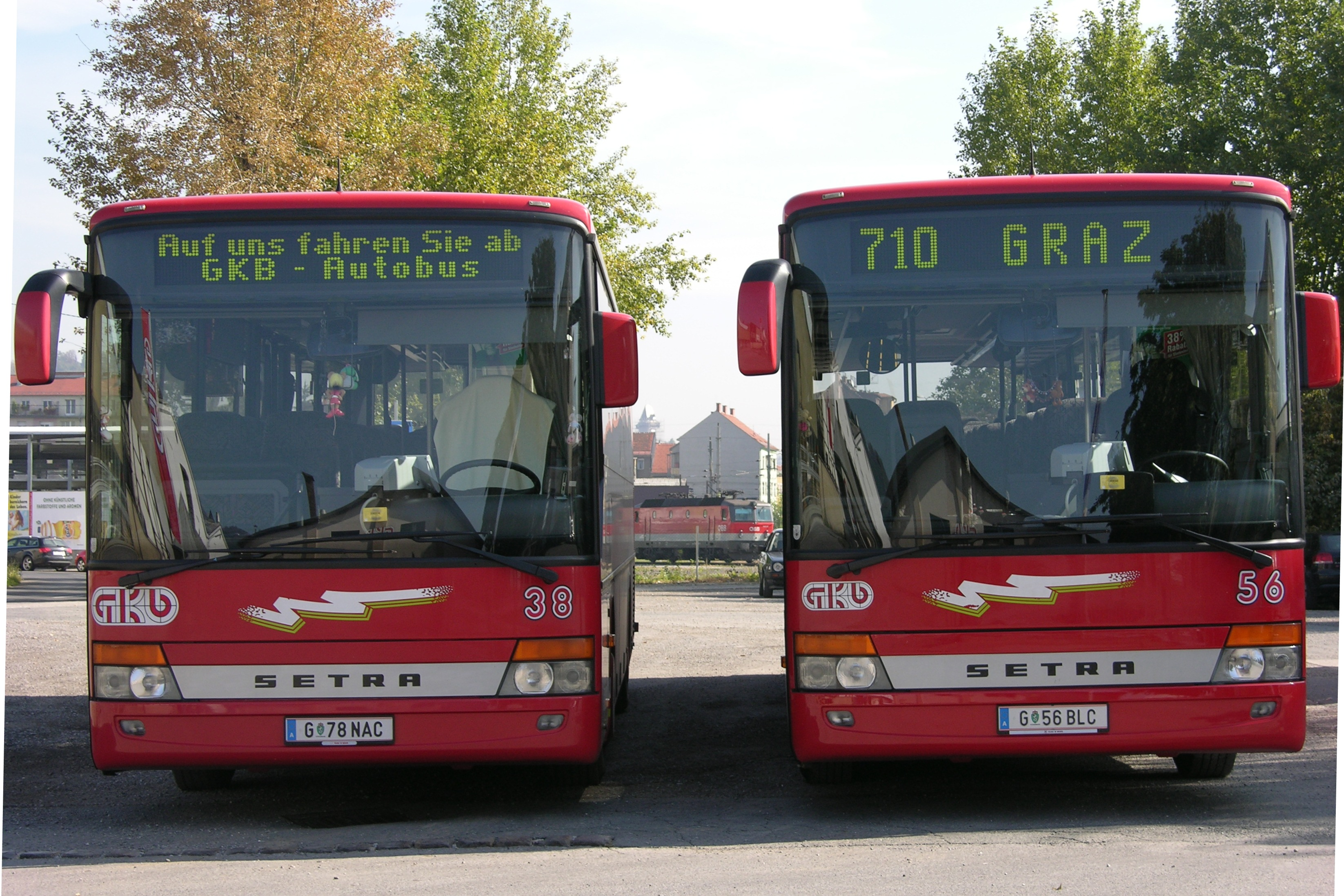
Ehemalige Linienbusse der GKB in der damals charakteristischen Lackierung (2008)

Der Busbetrieb wurde 1935 aufgenommen, der Genehmigungsbescheid trägt das Datum 11. Mai 1935. Die Autobuslinien werden seit den 1990er-Jahren im Rahmen des Steirischen Verkehrsverbundes teilweise gemeinsam mit anderen Busunternehmen wie Dr. Richard Steiermark (ehemals Watzke) betrieben. 2025 erhielt die GKB wieder den Zuschlag für den Betrieb der Buslinien um Deutschlandsberg („Busbündel Deutschlandsberg“). Neben dem Linienbetrieb, der vor allem Schüler und Pendler aus der Weststeiermark zu den Arbeits- und Schulzentren bis nach Graz bringt, werden auch Sonder- und Reisefahrten angeboten. Außer dem Graz Köflacherbahnhof mit der Verwaltung des Busbetriebs und der Autobuswerkstätte werden vom Busbetrieb noch die Kraftwagenbetriebsstätten in Stainz und Köflach betrieben.
Im Busfuhrpark der GKB befinden sich hauptsächlich Iveco Crossway LE line, zwei Iveco Crossway Pro, zwei Iveco Magelys sowie einige wenige Setra S416LE business (von Dr. Richard ausgeliehen) und S418 LE business. Bis zu den Ausschreibungen von RegioBus Steiermark beheimatete das Unternehmen ebenfalls verschiedene Busse von Irisbus.
| Linie   | Strecke | Betrieben durch |
| ------- | --- | --------------- |
| 510     | Graz Jakominiplatz – Raaba – Hausmannstätten – Fernitz – Kalsdorf – Premstätten-Tobelbad Bahnhof             |                 |
| 511     | Graz Jakominiplatz – Raaba – Hausmannstätten – Vasoldsberg – Nestelbach b. Graz                              |                 |
| 512     | Fernitz – Hausmannstätten – Gnaning – Fernitz                                                                |                 |
| 514     | Hausmannstätten – Vasoldsberg – Aschenbachberg – Eisental                                                    |                 |
| 515     | Graz – Dörfla – Hausmannstätten – Vasoldsberg – Nestelbach                                                   |                 |
| 640     | Premstätten-Tobelbad Bahnhof / Schwarzlsee – Kalsdorf                                                        |                 |
| 681     | Graz Österreichsiche Gesundheitskasse – Premstätten – Wundschuh – Werndorf                                   |                 |
| 690     | Werndorf – Wundschuh – Zwaring – Dietersdorf                                                                 |                 |
| 691     | Graz Österreichsiche Gesundheitskasse – Premstätten – Zwaring – Dobl                                         |                 |
| 701     | Köflach – Rosental – Voitsberg Teilstrecke: Köflach – Pichling – Karlschacht Einfahrt – Rosental – Voitsberg |                 |
| 702     | Köflach – Bärnbach – Voitsberg                                                                               |                 |
| 703     | Voitsberg – Bärnbach – Kainach b. Voitsberg (– Gallmansegg)                                                  |                 |
| 704     | Köflach – Maria Lankowitz – Pichling – Köflach                                                               |                 |
| 708     | Voitsberg – Tregist / Lichtenegg                                                                             |                 |
| 709     | Voitsberg Schulzentrum – Kowald                                                                              |                 |
| 710     | Graz Hauptbahnhof – Rohrbach – Hitzendorf – Stein – Söding-Mooskirchen Bahnhof                               |                 |
| 711     | Graz Hauptbahnhof – Mantscha – Premstätten-Tobelbad Bahnhof                                                  |                 |
| 712     | Graz Hauptbahnhof – Hitzendorf – St. Bartholomä                                                              |                 |
| 714     | Stallhofen – Lieboch (– Dobl) – Premstätten-Tobelbad Bahnhof                                                 |                 |
| 716     | Stallhofen – Kalckberg / Altreiteregg – St. Bartholomä – Hitzendorf                                          |                 |
| 717     | Lieboch – Stein – Holzberg – Hitzendorf / Tobelbad – Attendorfberg – Mantscha – Hitzendorf                   |                 |
| 718     | Hitzendorf – Rohrbach – Plankenwarth / St. Oswald – Rein                                                     |                 |
| 719     | Söding-Mooskirchen Bahnhof – Stallhofen – Geistthal                                                          |                 |
| 720     | Graz Österreischische Gesundheitskasse – Lieboch – Voitsberg                                                 |                 |
| 721     | Voitsberg – Krems – Stallhofen                                                                               |                 |
| 722     | Köflach – Edelschrott – Stampf – Hirschegg (– Pack)                                                          |                 |
| 725     | Krottendorf-Ligist Bahnhof – Kleingaisfeld / Ligist – Grabenwarth – Dietenberg – Krottendorf-Ligist Bahnhof  |                 |
| 726     | Köflach – Salla (– Gaberl)                                                                                   |                 |
| 728     | Köflach – Edelschrott                                                                                        |                 |
| 730     | Leibnitz – Heimschuh – Großklein – Arnfels                                                                   |                 |
| 731     | (Leibnitz) – Kaindorf an der Sulm – Gleinstätten                                                             |                 |
| 740     | Lieboch – Mooskirchen – (Rossegg –) St. Stefan ob Stainz – Stainz                                            |                 |
| 741     | Deutschlandsberg – Wildbach                                                                                  |                 |
| 742     | Lieboch – Dobl – Lannach                                                                                     |                 |
| 743     | St. Stefan ob Stainz – Gundersdorf                                                                           |                 |
| 744     | St. Stefan ob Stainz – Langegg – Greisdorf                                                                   |                 |
| 745     | Preding – St. Nikolai im Sausal                                                                              |                 |
| 746     | Stainz – Wald – Marhof                                                                                       |                 |
| 747     | Stainz – Preding-Wieselsdorf                                                                                 |                 |
| 748     | Stainz – St. Josef – Ettendorf – Stainz                                                                      |                 |
| 749     | Stainz – Rassach – Lasselsdorf – Groß Florian                                                                |                 |
| 750     | Wettmanstätten – Gleinstätten – Pölfing-Brunn – Wies                                                         |                 |
| 755     | Wies – Eibiswald – St. Oswald – Soboth                                                                       |                 |
| 760     | Graz Österreichische Gesundheitskasse – Lieboch – Stainz – Deutschlandsberg                                  |                 |
| 761     | Graz Österreichische Gesundheitskasse – Lieboch – St. Stefan ob Stainz – Stainz – Deutschlandsberg           |                 |
| 770     | Gleinstätten – Sulzhof – Groß St. Florian                                                                    |                 |
| 780     | Ehrenhausen – Gamlitz – Kranach – Leutschach – Arnfels                                                       |                 |
| 781     | Leutschach – Langegg                                                                                         |                 |
| 785     | Eibiswald – Haselbach – Hörmsdorf – Unterhaag – Oberhaag – Arnfels                                           |                 |
| 790     | Deutschlandsberg – Hollenegg – Neuberg b. Schwanberg – Schwanberg – (Wies)                                   |                 |
| 795     | Bad Schwanberg – St. Martin im Sulmtal – Gleinstätten                                                        |                 |
| Quelle: | |                 |

## Kunst und Kultur

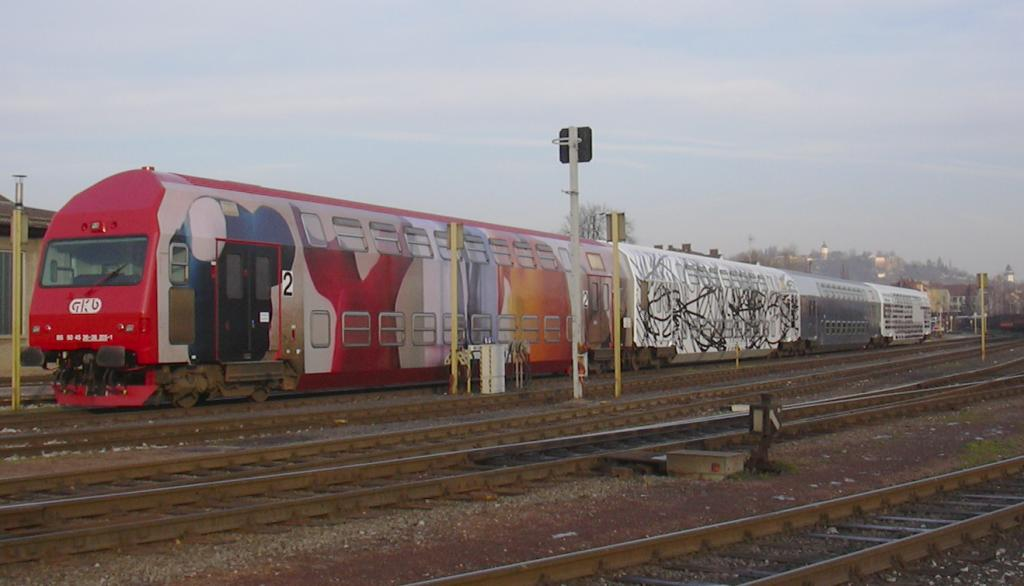
Von Erwin Wurm künstlerisch gestalteter Doppelstockwagen an der Spitze des GKB-Kunstzugs (2002)

Seit 1998 hat sich die GKB auch ein Image als Kunst- und Kulturbahn aufgebaut, das im Gegensatz zum alten Bild der „schwarzen Züge“ und der Kohlezüge steht. Sogar zwei alte Brücken wurden für Kunst und Kultur zur Verfügung gestellt: Eine als Objekt für das oststeirische Brückenmuseum, eine zweite für eine riesige Skulptur von Hans Schabus nahe beim Dorf Ohne, die die deutschen Bundesländer Niedersachsen und Nordrhein-Westfalen verbinden soll.
Kunstzug
Plakativstes Beispiel war der Kunstzug, der im Rahmen des Jahres 2003 (Graz als Kulturhauptstadt Europas) entstand. Unter der künstlerischen Leitung von Edelbert Köb und realisiert durch die Werkstatt Kollerschlag wurden fünf Doppelstockwagen von den Künstlern Siegrun Appelt/Gerold Tagwerker, Eva Schlegel, Erwin Wurm, Otto Zitko und Heimo Zobernig gestaltet. Für dieses Projekt wurde die GKB 2005 mit dem steirischen Kultursponsoringpreis „Maecenas“ ausgezeichnet. Ab Herbst 2013 wurden die Kunstfolien der Doppelstockwagen – aus Altersgründen – sukzessive durch die neue GKB-Folierung ersetzt.
Skulpturen und Plastiken
Im öffentlichen Raum wurden Werke von Matt Mullican (in Graz Köflacherbahnhof), Chris Burden im Bahnhof Deutschlandsberg (Poured Concrete Bunker, im Zug der Neugestaltung des Bahnhofs 2021 abgetragen und als Leihgabe der GKB und der Stadtgemeinde Deutschlandsberg dem Österreichischen Skulpturenpark in Premstätten bei Graz übergeben), Franz Polansek sen. im Bahnhof Voitsberg und Manfred Wakolbinger im Bahnhof Lieboch neben dem Infrastruktur-Werkstättengebäude aufgestellt.
Darstellende Kunst
Die Förderung von Musikgruppen, Konzerten und CD- und DVD-Produktionen, welche im Bezug zum Unternehmen, der Region oder der Eisenbahn stehen ergänzen das Engagement der GKB in Bereich Kunst und Kultur. So wurden in den letzten Jahren Produktionen der Eisenbahnmusik Wiener Neustadt, der Gruppe Lonsperch Roffler und Aniada a Noar oder der WOLFRAM Berg- und Hüttenkapelle St. Martin im Sulmtal unterstützt.

## Steirische Eisenbahnfreunde und Technisches Eisenbahnmuseum Lieboch

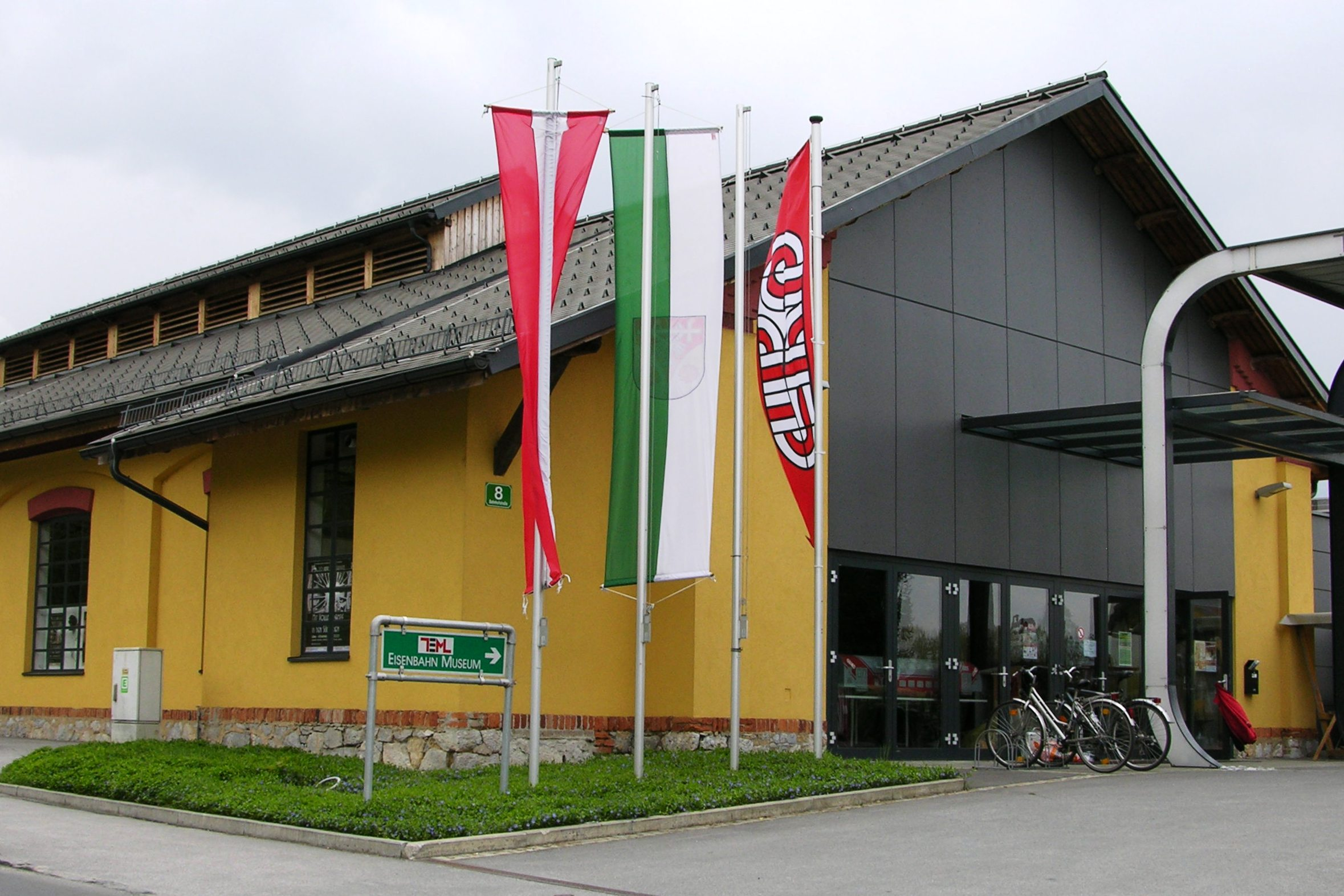
Technisches Eisenbahnmuseum Lieboch (TEML)

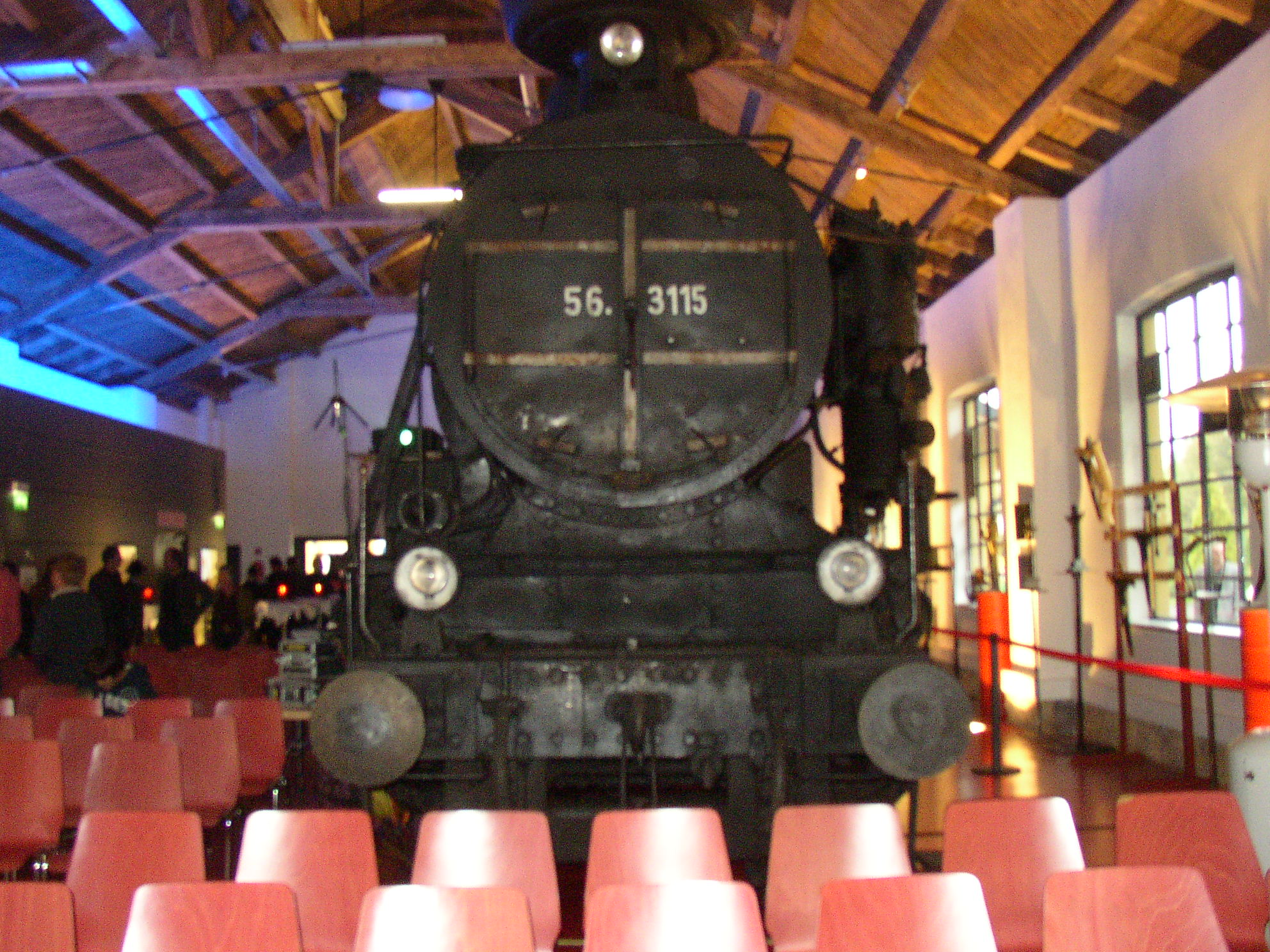
Technisches Eisenbahnmuseum Lieboch Innenansicht

Der Verein Steirische Eisenbahnfreunde (StEF) ist ein 1975 gegründeter Verein, der sich um die Erhaltung von historisch wertvollem GKB-Rollmaterial bemüht und von der Graz-Köflacher Bahn und Busbetrieb GmbH unterstützt wird. Der Verein betreut die im GKB-Eigentum stehenden und noch immer für Sonderfahrten eingesetzte Dampflokomotiven GKB 671 (Südbahn-Reihe 29, Baujahr 1860, die dienstälteste Dampflok der Welt) und 56.3115 (Baujahr 1914, nicht betriebsfähig, derzeit im Technischen Eisenbahnmuseum Lieboch ausgestellt) und ist Eigentümer des Triebwagens VT 10.02 (Baujahr 1953) und einiger historischer Waggons.
Mit diesen Fahrzeugen werden häufig Sonderfahrten veranstaltet oder an Veranstaltungen teilgenommen. Außerdem betreut der Verein StEF die noch im Stand der GKB befindlichen Triebwagen der Reihe VT 10.
In Lieboch betreuen die StEF das Technische Eisenbahnmuseum Lieboch (TEML), das am 4. September 2004 im renovierten Heizhaus des Bahnhofs Lieboch eröffnet wurde. Neben einer permanenten Ausstellung historischer Exponate werden überdies Sonderausstellungen gezeigt.
Anlässlich der Eröffnung des Eisenbahnmuseums wurde ebenso das neu errichtete Werkstättengebäude der GKB in Lieboch eröffnet. Mit seiner futuristischen Gestaltung ergibt dieses einen spannenden Kontrast zum benachbarten Heizhaus. Im neuen Gebäude sind neben Büros Werkstätten für die Bahnmeisterei und den Sicherungsdienst untergebracht. Die moderne Architektur wird durch eine Skulptur des Künstlers Manfred Wakolbinger weiter hervorgehoben. Das gesamte Ensemble mit dem TEML und dem ebenfalls aufgestellten historischen Wasserkran wurde damit zu einem weiteren Wahrzeichen der Marktgemeinde Lieboch.
Seit Juli 2008 ist im TEML auch die Mobilitätszentrale Lieboch etabliert.

## Galerie

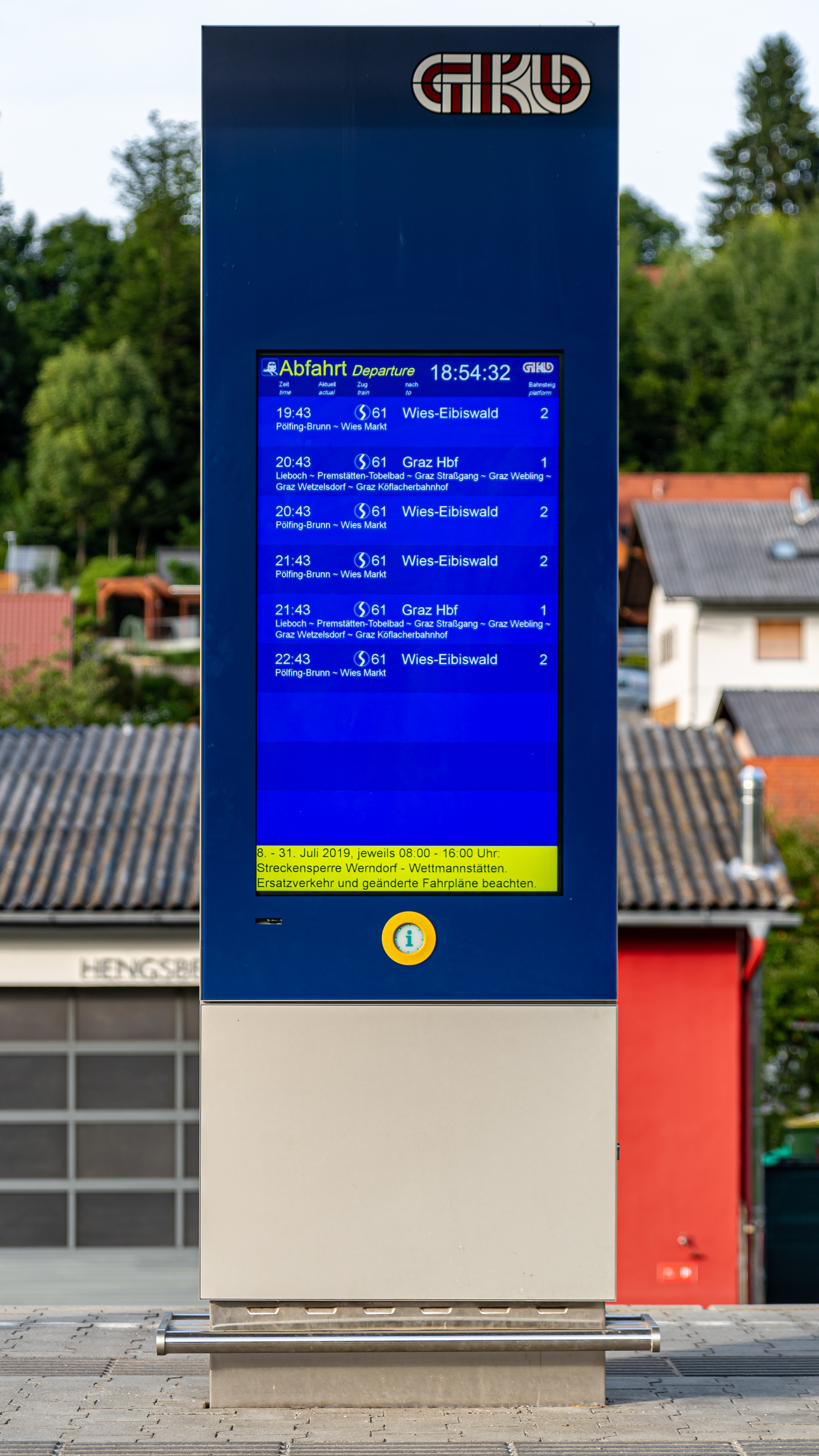
Fahrplananzeiger in Lannach

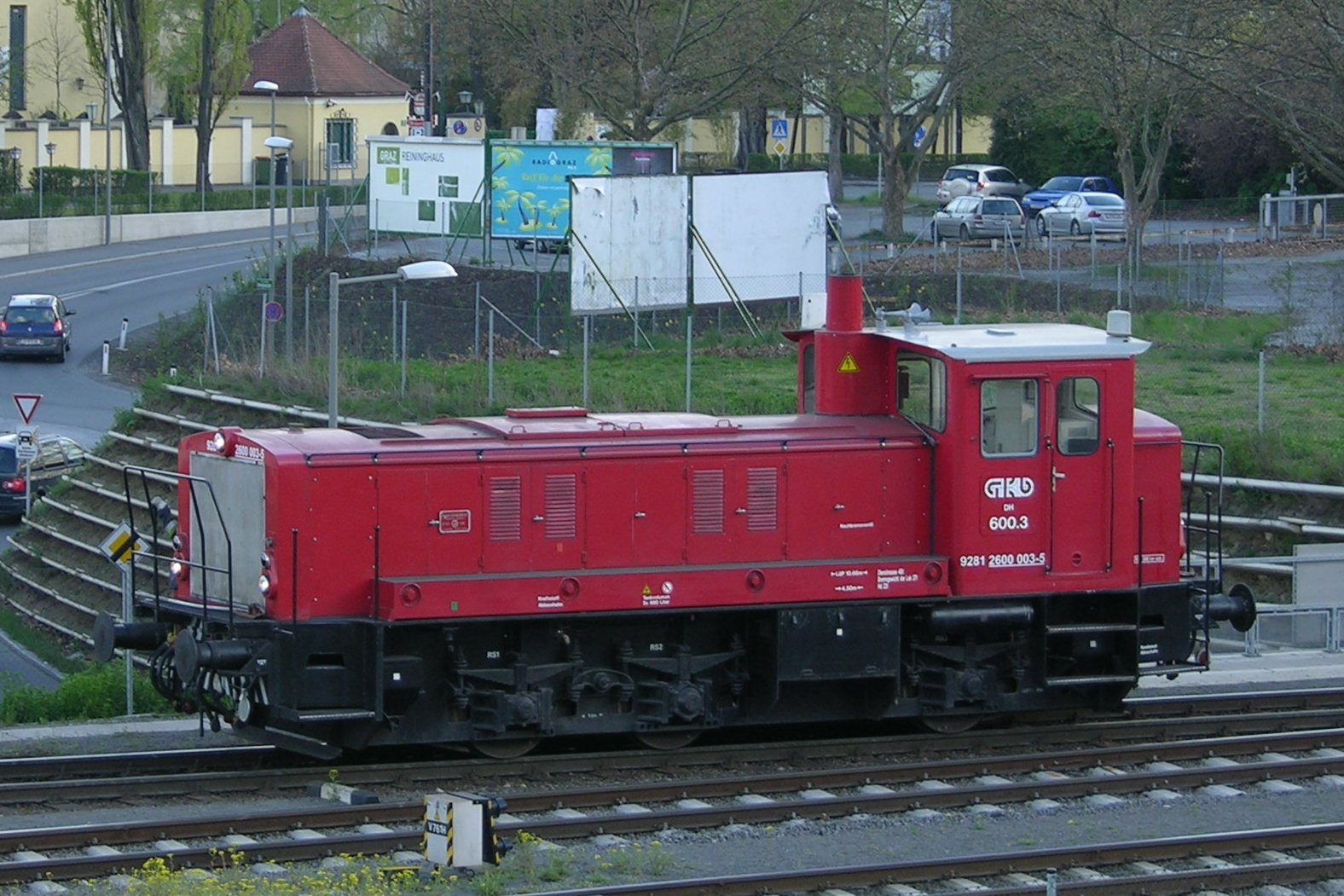
Verschub mit der DH 600.3 (2008)
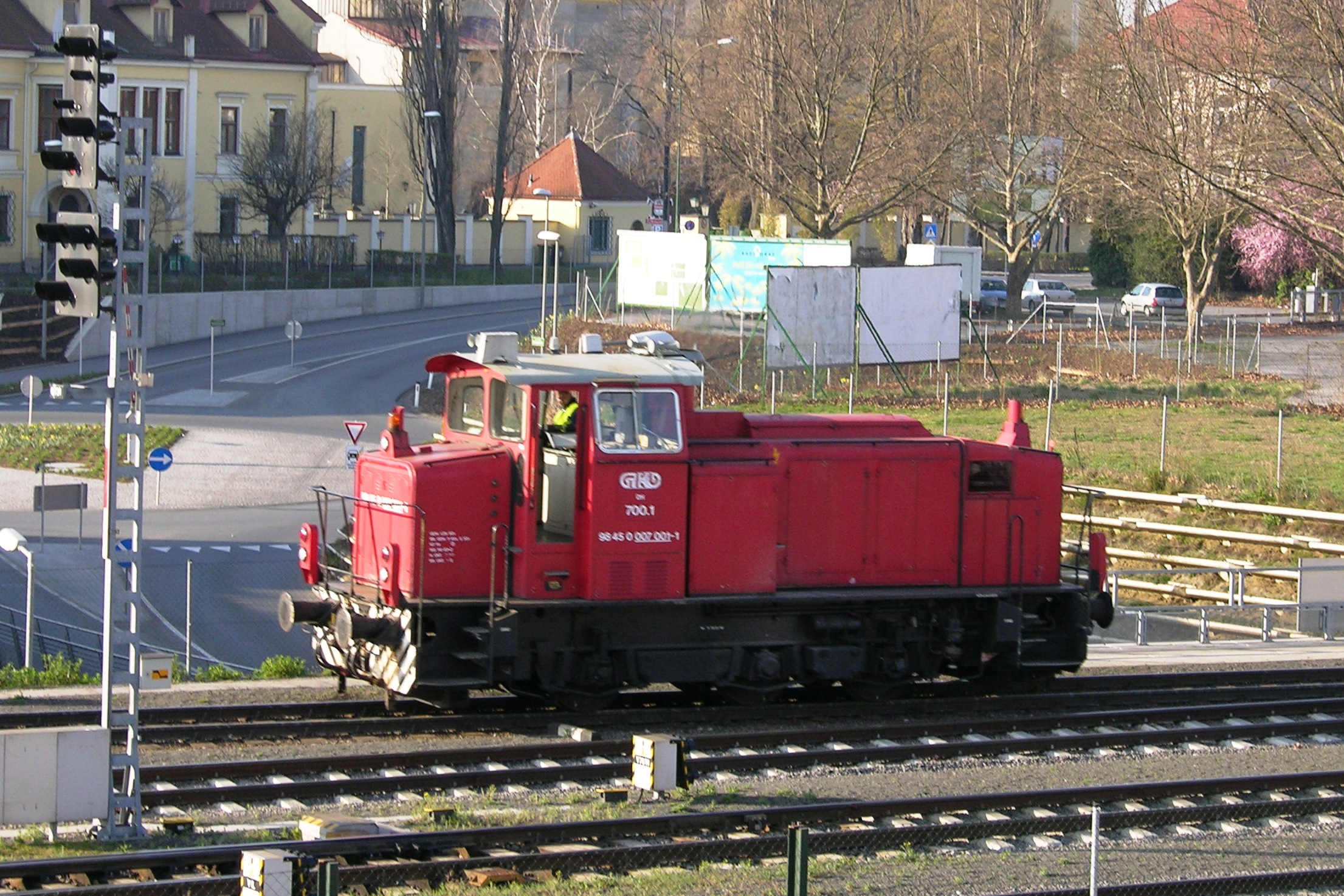
DH 700.1 (2008)
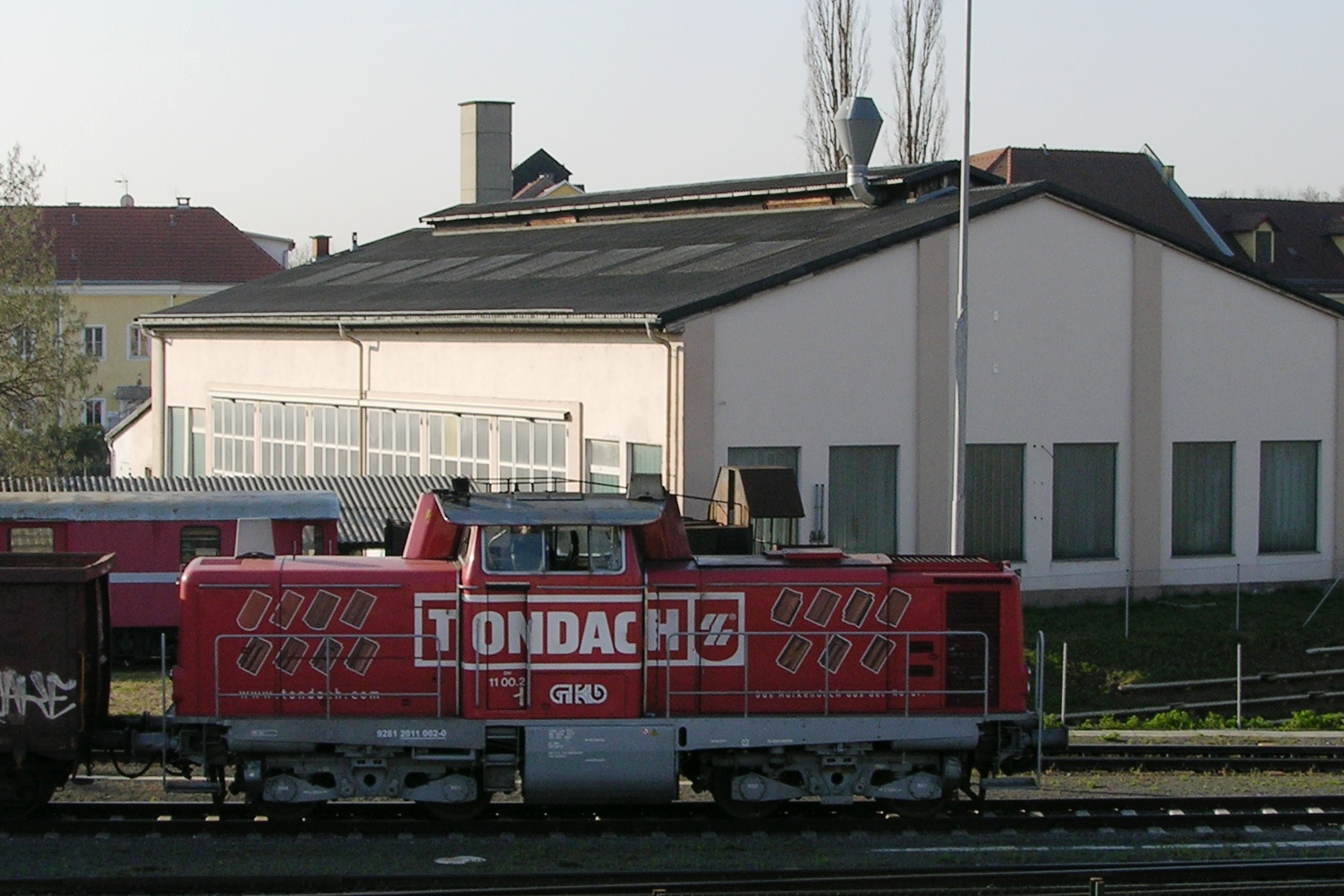
DH 1100.2 (2008)
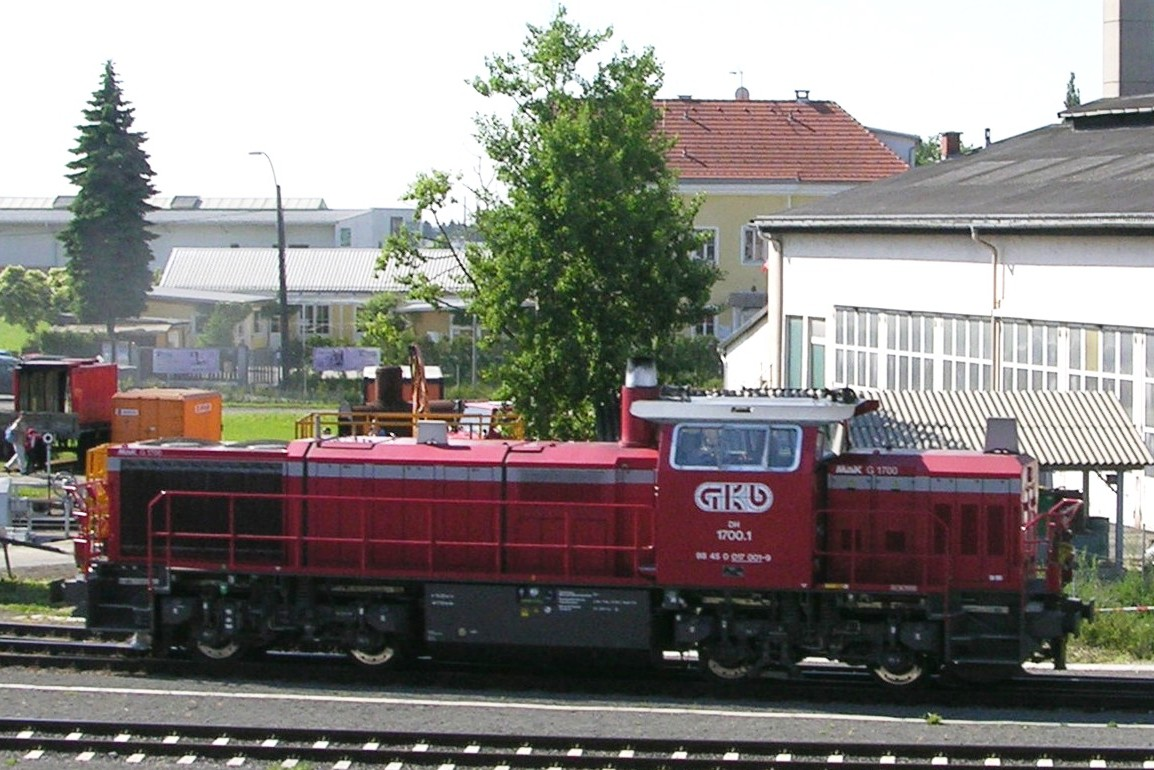
DH 1700.1 (2008)
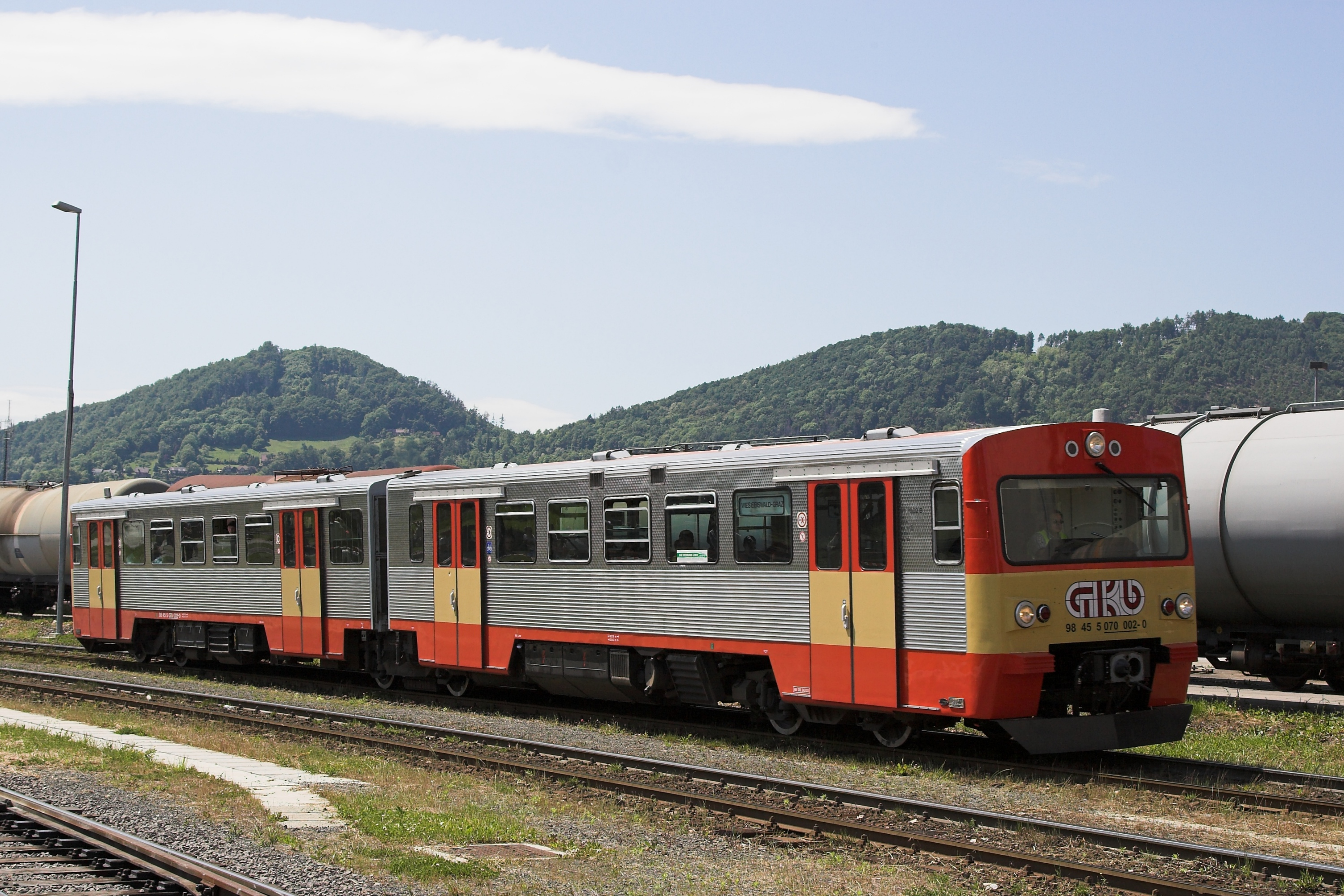
Dieseltriebwagen VT70 der GKB (2007)
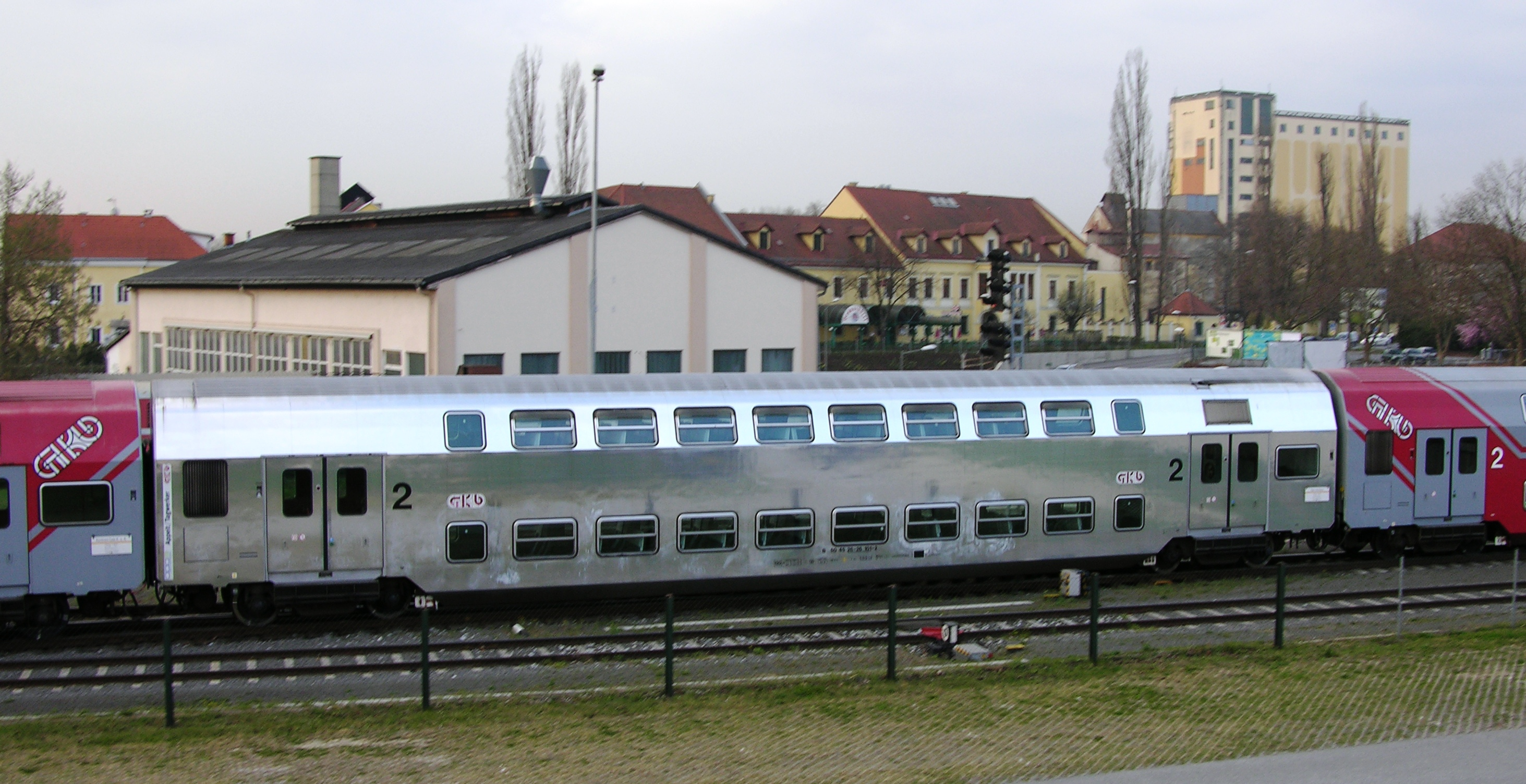
DoSto gestaltet von Siegrun Appelt und Gerold Tagwerker
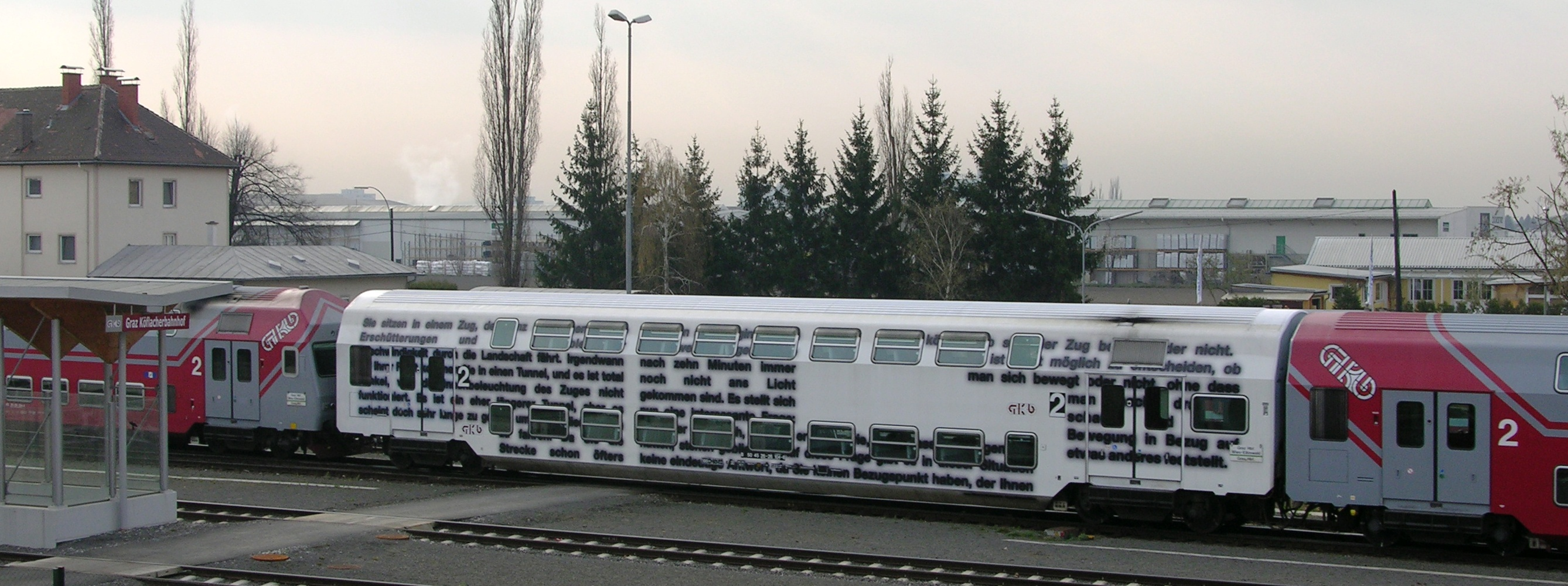
DoSto gestaltet von Eva Schlegel
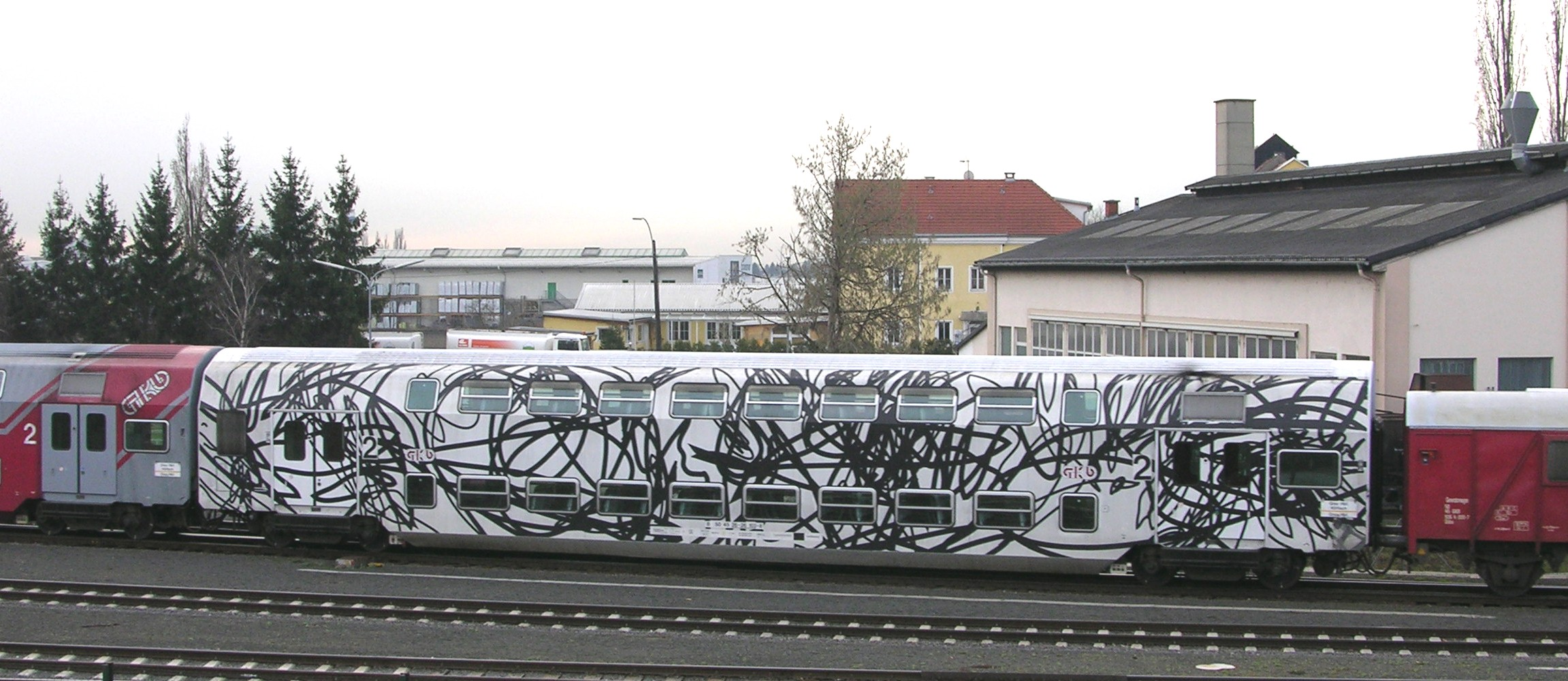
DoSto gestaltet von Otto Zitko
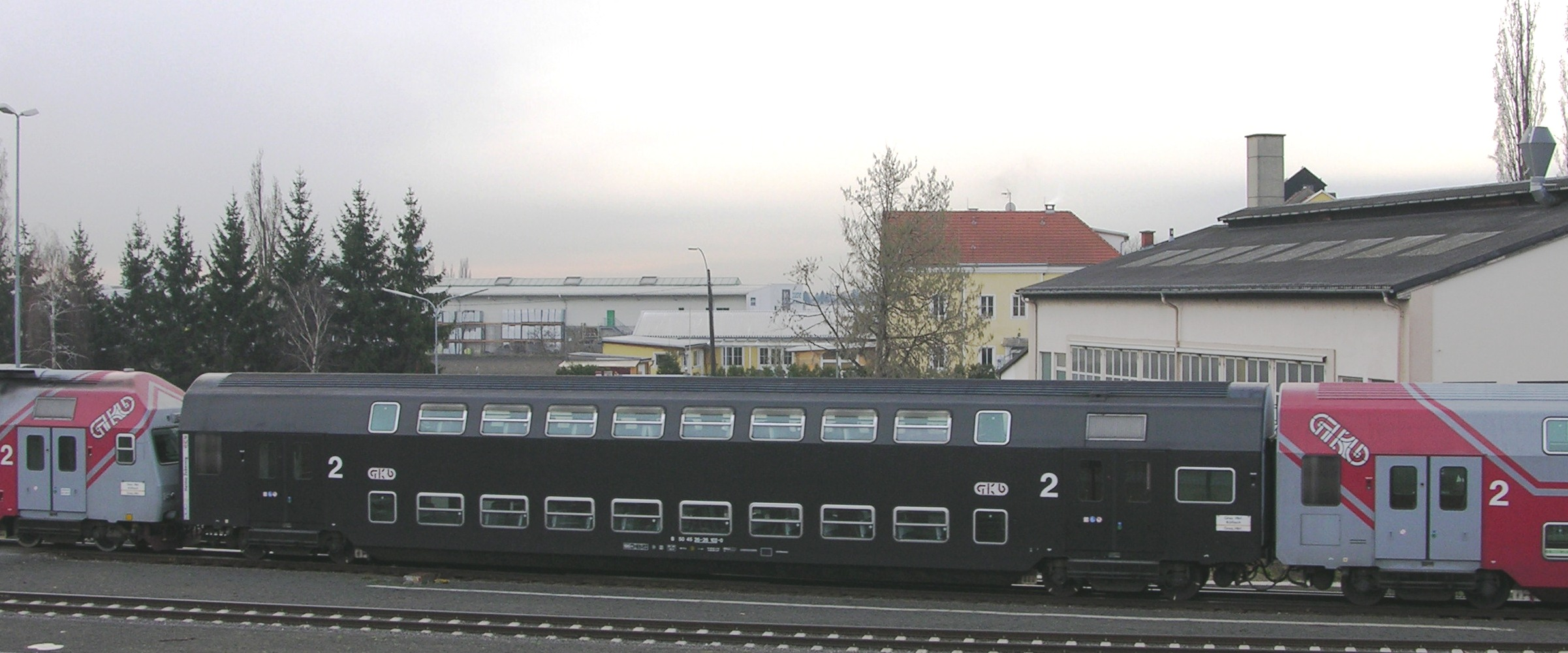
DoSto gestaltet von Heimo Zobernig
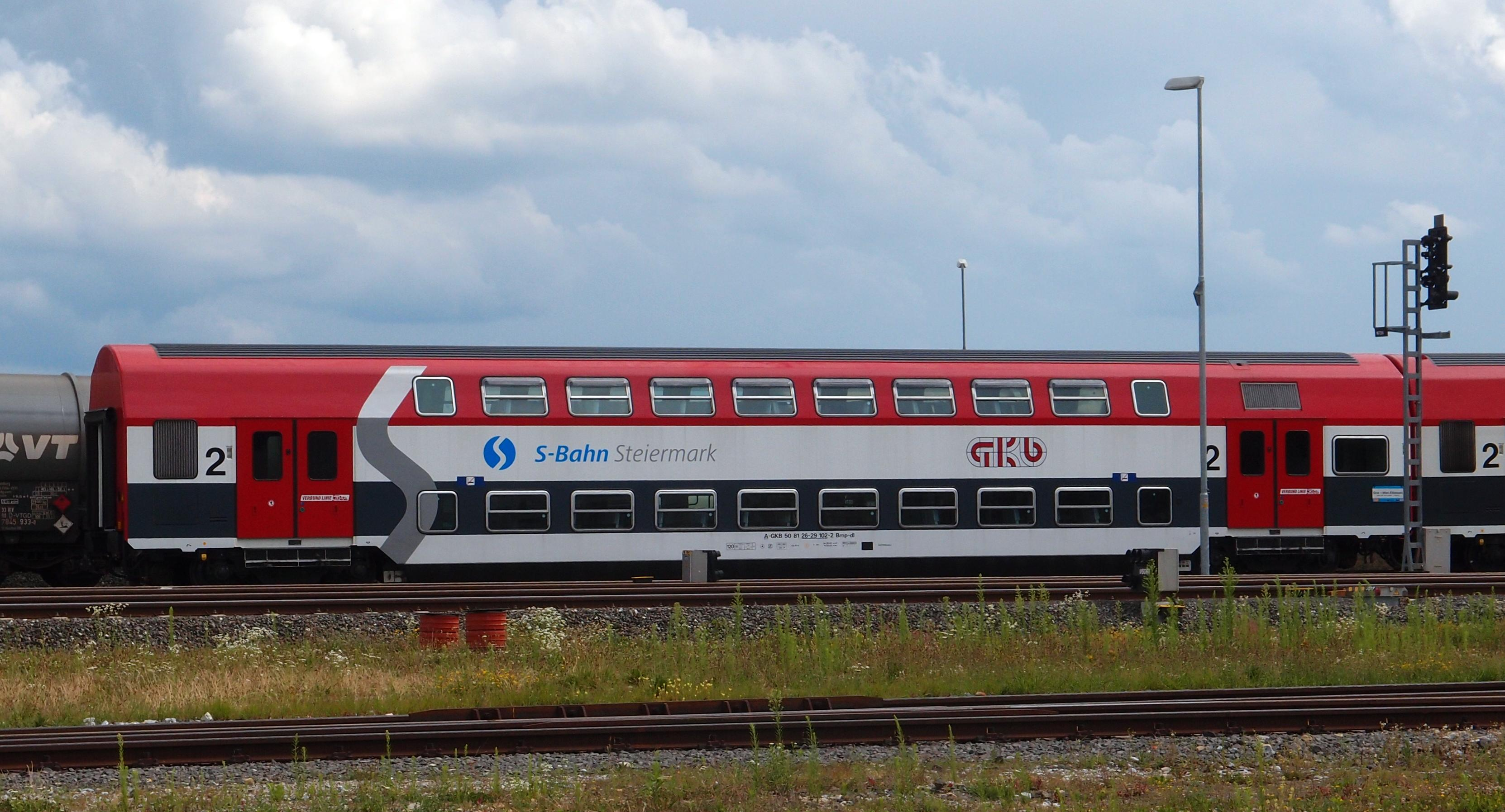
Doppelstockwagen in neuer Farbgebung (2014)
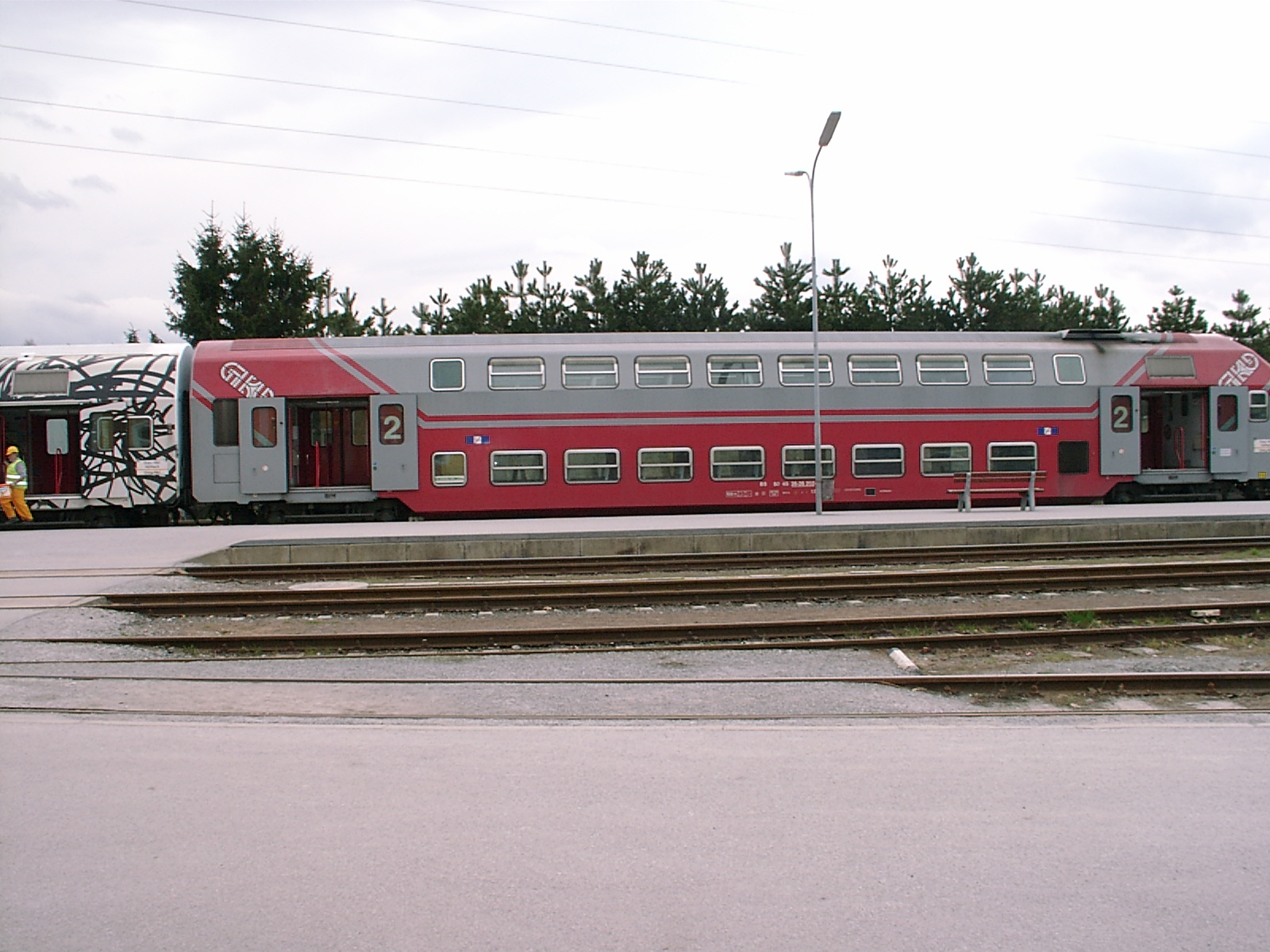
GKB-Zug im Bahnhof Köflach (2006)

## PR- und Mitarbeitermagazin der GKB (GKB-Drehscheibe)
Die „Drehscheibe“ ist eine regelmäßig erscheinende Informationsschrift für Mitarbeiter, Partner und Freunde der GKB. Sie informiert über betriebliche Ereignisse und berichtet zudem über allgemeine Themen aus dem Bereich Eisenbahn mit Schwerpunkt Steiermark und Österreich und ist in der ZDB-Zeitschriftendatenbank verzeichnet (ZDB-ID 2181683-9). Nicht zu verwechseln ist die GKB-Drehscheibe mit einer anderen Eisenbahnzeitschrift, der Drehscheibe (ZDB-ID 1388203-X).
Alle bisher erschienenen Ausgaben sind als PDF-Datei auf der Webseite der GKB abrufbar.